# Dolomites
Ne doit pas être confondu avec Dolomie.
Pour les articles homonymes, voir Dolomite (homonymie).
Les Dolomites (en italien : Dolomiti ; en allemand : Dolomiten ; en ladin : Dolomites) constituent un massif montagneux des Préalpes orientales méridionales qui s'élève en Italie, à part environ égale entre le Trentin-Haut-Adige et la Vénétie. Il culmine à 3 343 mètres d'altitude à la Marmolada. Massif à géomorphologie bigarrée, il est caractérisé par une abondance de dolomie, roche sédimentaire carbonatée.
Territoire aux limites contestées, les Dolomites représentent au sens large un ensemble des Alpes composé des Alpes de Fiemme et des Préalpes vicentines. Depuis le 26 juin 2009, le site Les Dolomites est inscrit au patrimoine mondial de l'UNESCO. Il comprend neuf parties dont certaines ne sont cependant pas situées dans les Dolomites.

## Toponyme
Avant de prendre le nom de « Dolomites », nom donné par Nicolas Théodore de Saussure en 1796 en hommage à  Déodat Gratet de Dolomieu, géologue ayant étudié pour la première fois le type particulier de roche prédominant dans la région, elles étaient couramment appelées Monti Pallidi, les « montagnes pâles ». La dénomination faisait référence à la blancheur particulière qui distingue les roches des nuances plus sombres des systèmes alpins environnants. Cette luminosité particulière a été attribuée par le folklore à un sort prodigieux,, de la même manière que le phénomène de l'alpenglow qui se produit au crépuscule. La présence de carbonate de calcium et de magnésium fait que les montagnes deviennent rouges au début du coucher du soleil, puis violettes jusqu'à ce qu'elles disparaissent complètement avec l'obscurité de la nuit,.
Le terme Dolomites ne commença néanmoins à s'affirmer qu'à partir de 1864, année de la parution du livre The Dolomite Mountains, un récit de voyage du romancier Josiah Gilbert et du naturaliste George Cheetham Churchill. Avec ce volume, le terme a été introduit au niveau européen,,. En 1876, le terme Dolomites apparaît officiellement pour la première fois sur une carte de l'Empire austro-hongrois. Cependant, ce n'est qu'après la Grande Guerre, avec l'annexion de toute la région au royaume d'Italie, que le terme est définitivement enraciné.

## Géographie

### Situation

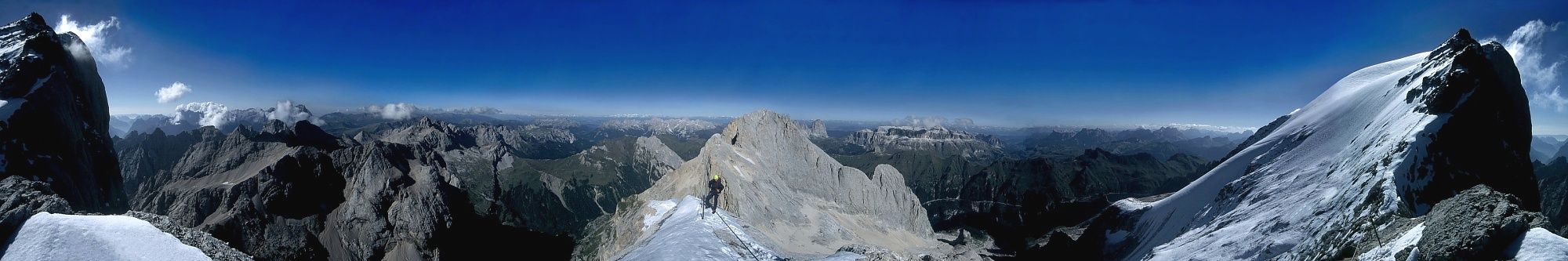
Panorama sur les Dolomites depuis la Marmolada.

Panorama sur les Dolomites avec le groupe du Puez, le groupe du Sella et le groupe de la Marmolada.

Les limites du massif sont assez variables selon les points de vue, mais traditionnellement, selon l'AVE, classification officiellement adopté par le club alpin allemand et le club alpin autrichien pour le classement des Alpes orientales, les Dolomites sont entourées des Alpes de Zillertal et des Hohe Tauern au nord, des Alpes carniques au nord-est, des Préalpes carniques à l'est, des Préalpes vicentines au sud-ouest, des Alpes de Fiemme à l'ouest et des Alpes de Sarntal au nord-ouest.
Le territoire est bordé par l'Isarco et la vallée homonyme au nord-ouest, la Rienza et le val Pusteria au nord, le Piave et la région du Cadore à l'est, la Brenta au sud et le Cismon au sud-ouest.

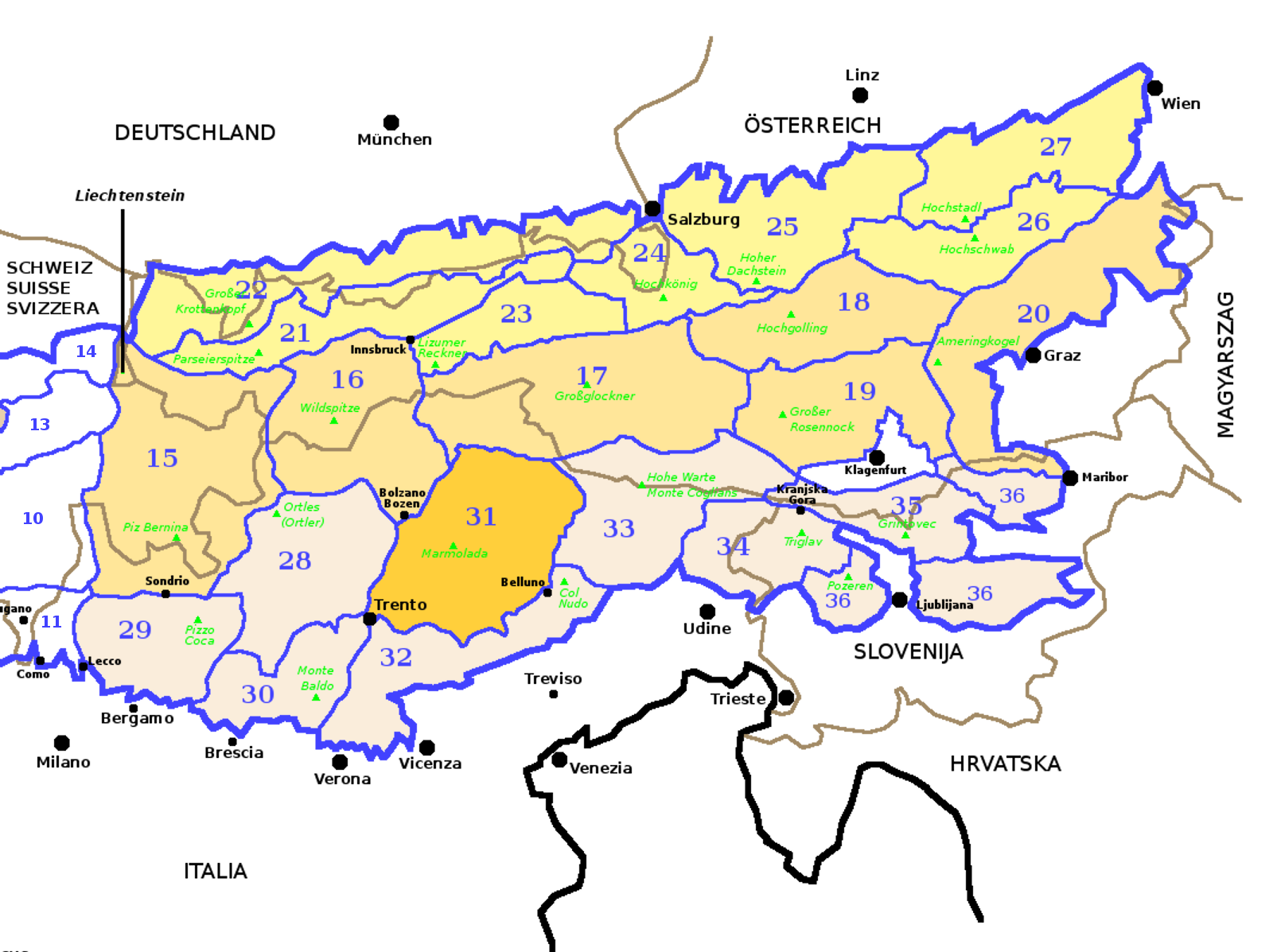
Les subdivisions des Alpes orientales selon la SIOUSA ; les Dolomites correspondent au numéro 31.
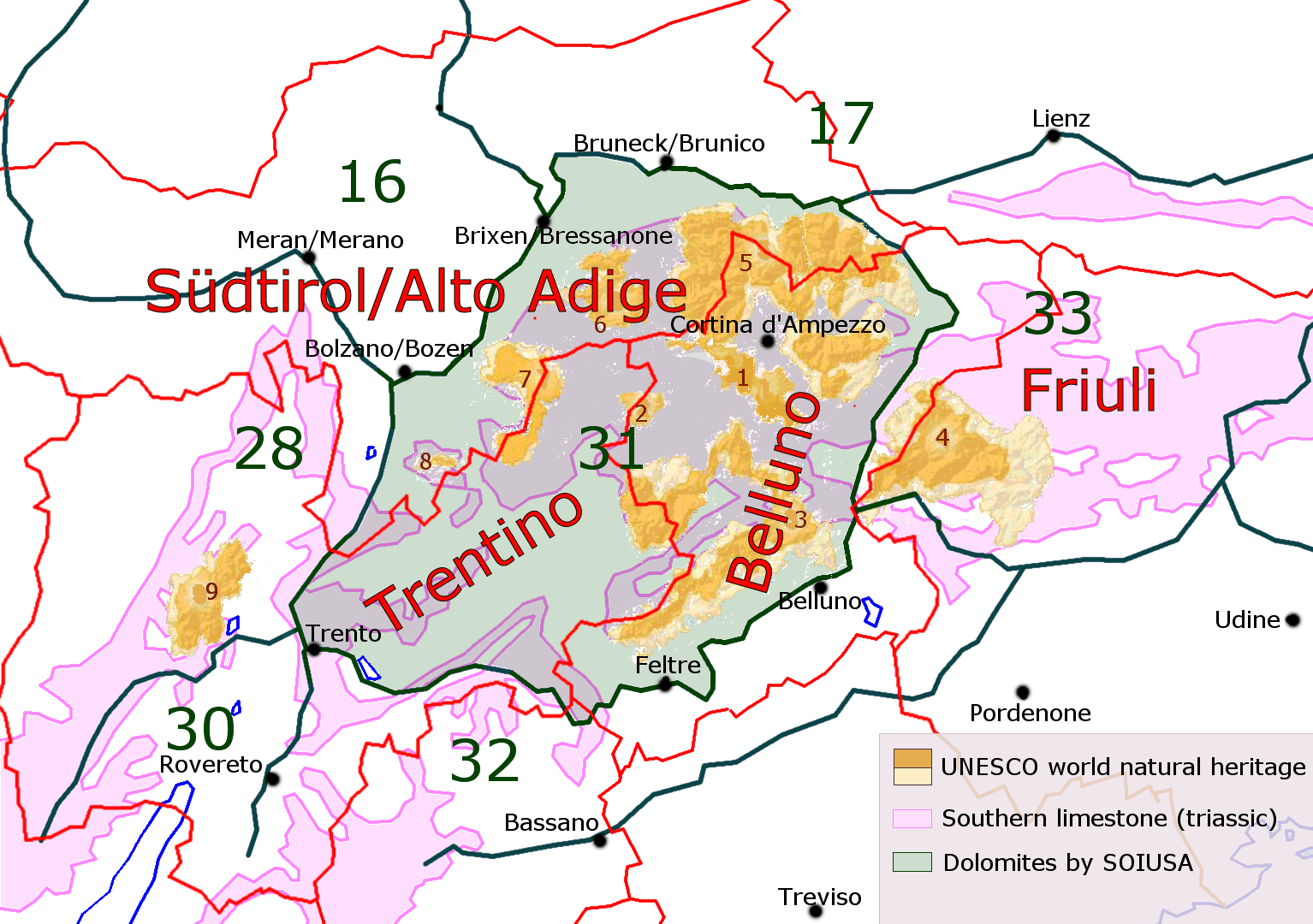
Délimitation des Dolomites selon différentes significations : en vert la définition selon la SOIUSA ; en rose les zones géographiques où la roche dolomie est présente ; en orange les neuf sites définis au patrimoine mondial de l'UNESCO.
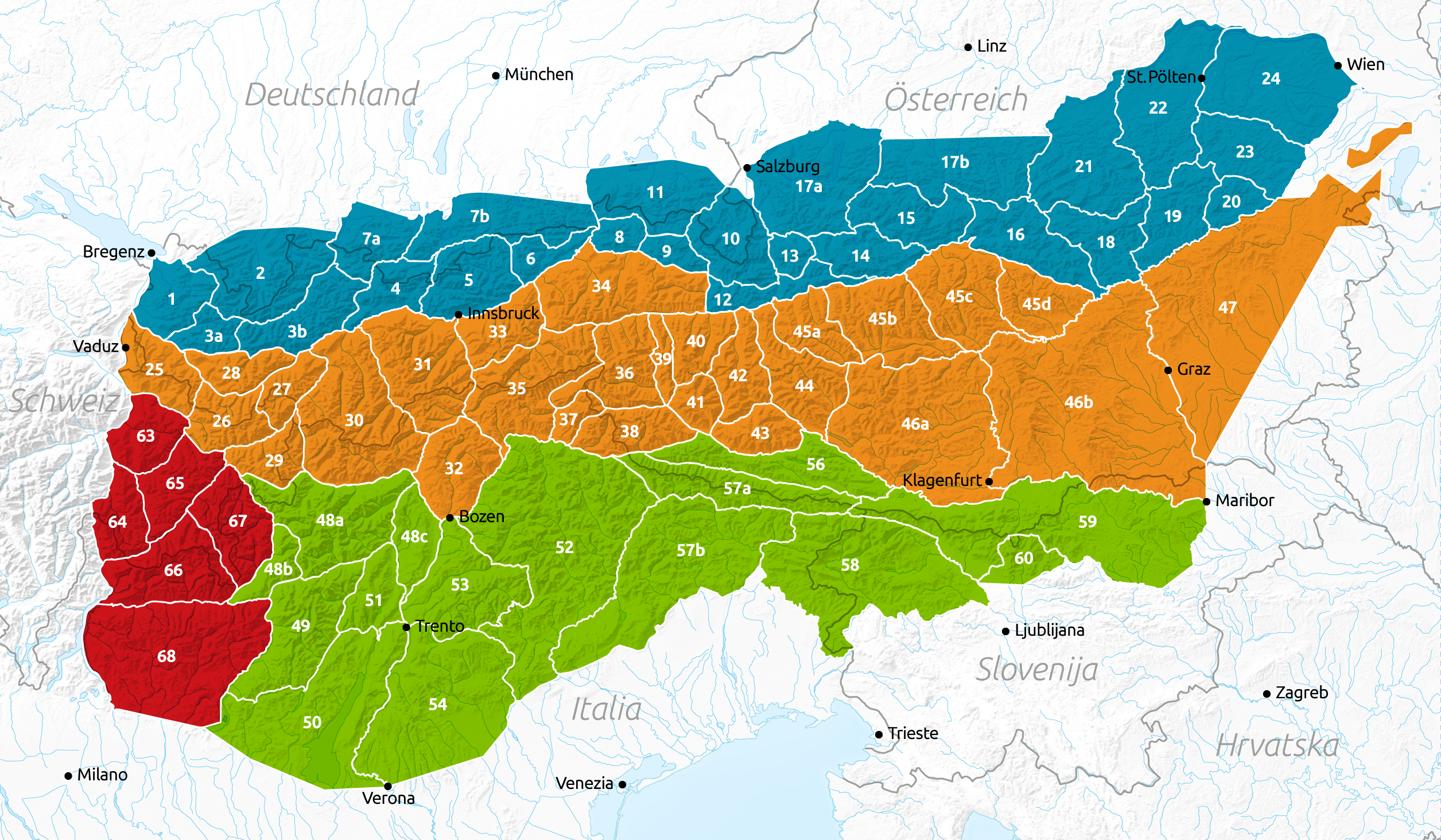
Les subdivisions des Alpes orientales selon l'AVE ; les Dolomites  correspondent au numéro 52 et les Alpes de Fiemme au numéro 53.

Par rapport aux définitions de la SOIUSA, l'AVE exclut les Alpes de Fiemme et comprend une partie des Préalpes de Belluno.
Bien que le massif soit essentiellement composé de dolomie, comme son nom l'indique, l'existence de montagnes constituées de cette roche à l'est du Piave, dans les provinces de Belluno, Udine et Pordenone (et également dans une partie de l'Autriche, en basse Carinthie et dans le Tyrol, les Dolomites de Lienz), des Dolomites de Brenta, situées dans l'ouest du Trentin, des Petites Dolomites, entre le Trentin et la Vénétie, et des affleurements dispersés dans les Alpes (par exemple le Gran Zebrù dans le massif de l'Ortles) met en évidence le caractère purement conventionnel de cette délimitation territoriale.

La Marmolada est le plus haut sommet des Dolomites, avec ses 3 343 mètres d'altitude, mais cette formation n'est pas composée de dolomie, mais principalement de calcaires blancs très compacts dérivés de récifs coralliens, avec des inserts de matériau volcanique.

Panorama sur les Hohe Tauern, qui bordent les Dolomites au nord, depuis le Plan de Corones.

### Géomorphologie

#### Orographie

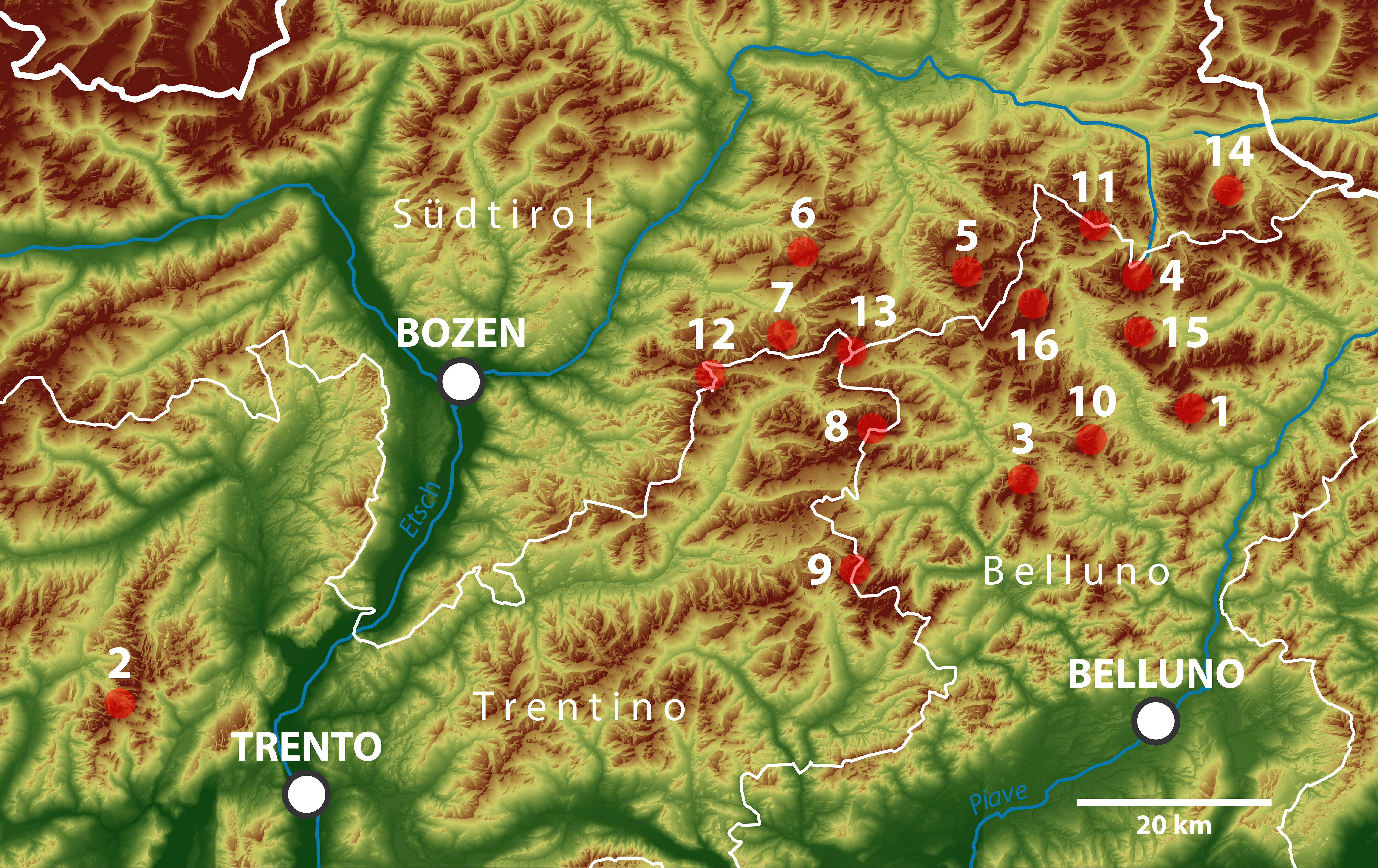
Groupes de montagnes des Dolomites avec des sommets de plus trois mille mètres : 1 : Antelao, 3 : Civetta, 4 : Cristallo, 5 : Fanes, 6 : Odle, 7 : Sassolungo, 8 : Marmolada, 9 : Pale, 10 : Pelmo, 11 : Dolomites de Braies, 12 : Catinaccio, 13 : Sella, 14 : Dolomites de Sesto, 15 : Sorapiss, 16 : Tofane.

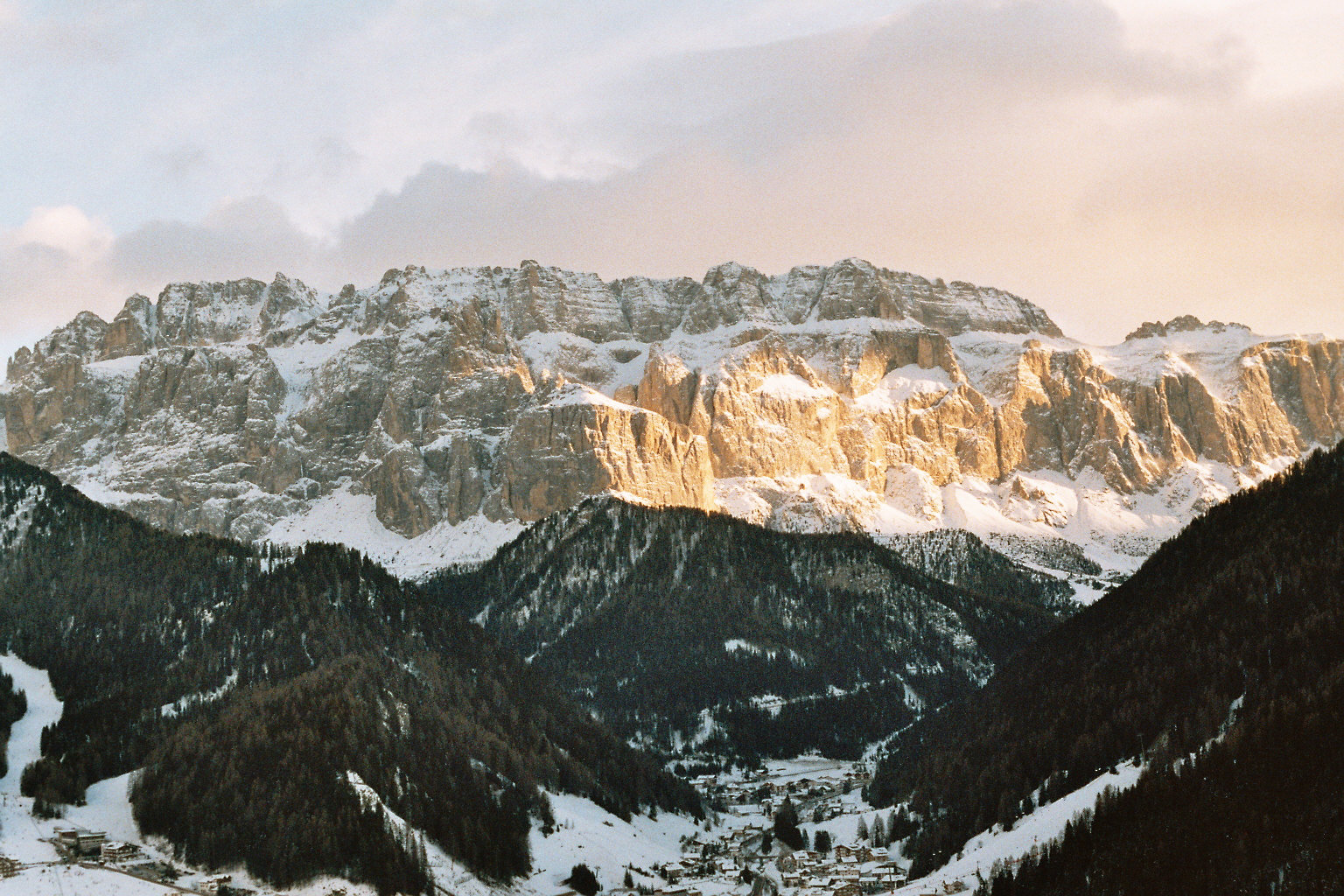
Le groupe du Sella depuis Selva di Val Gardena.

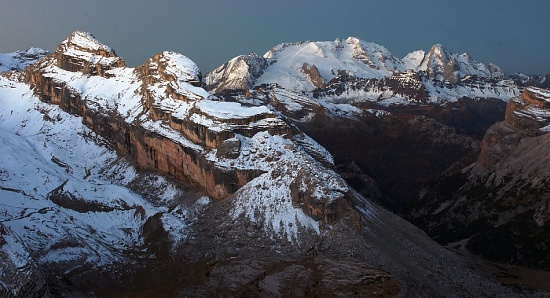
Le groupe de la Marmolada depuis celui des Fanes.

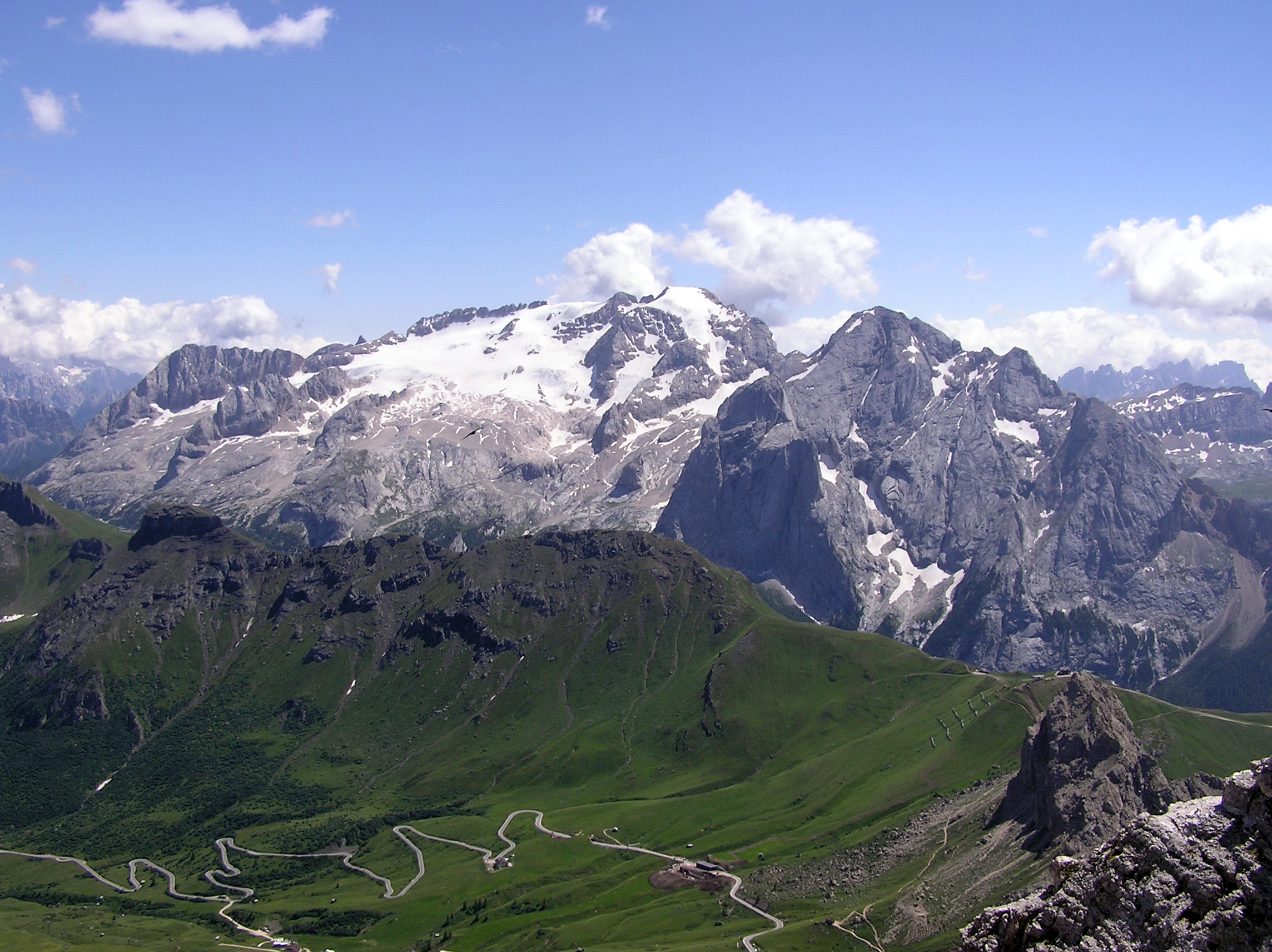
Le groupe de la Marmolada depuis le Sass Pordoi.

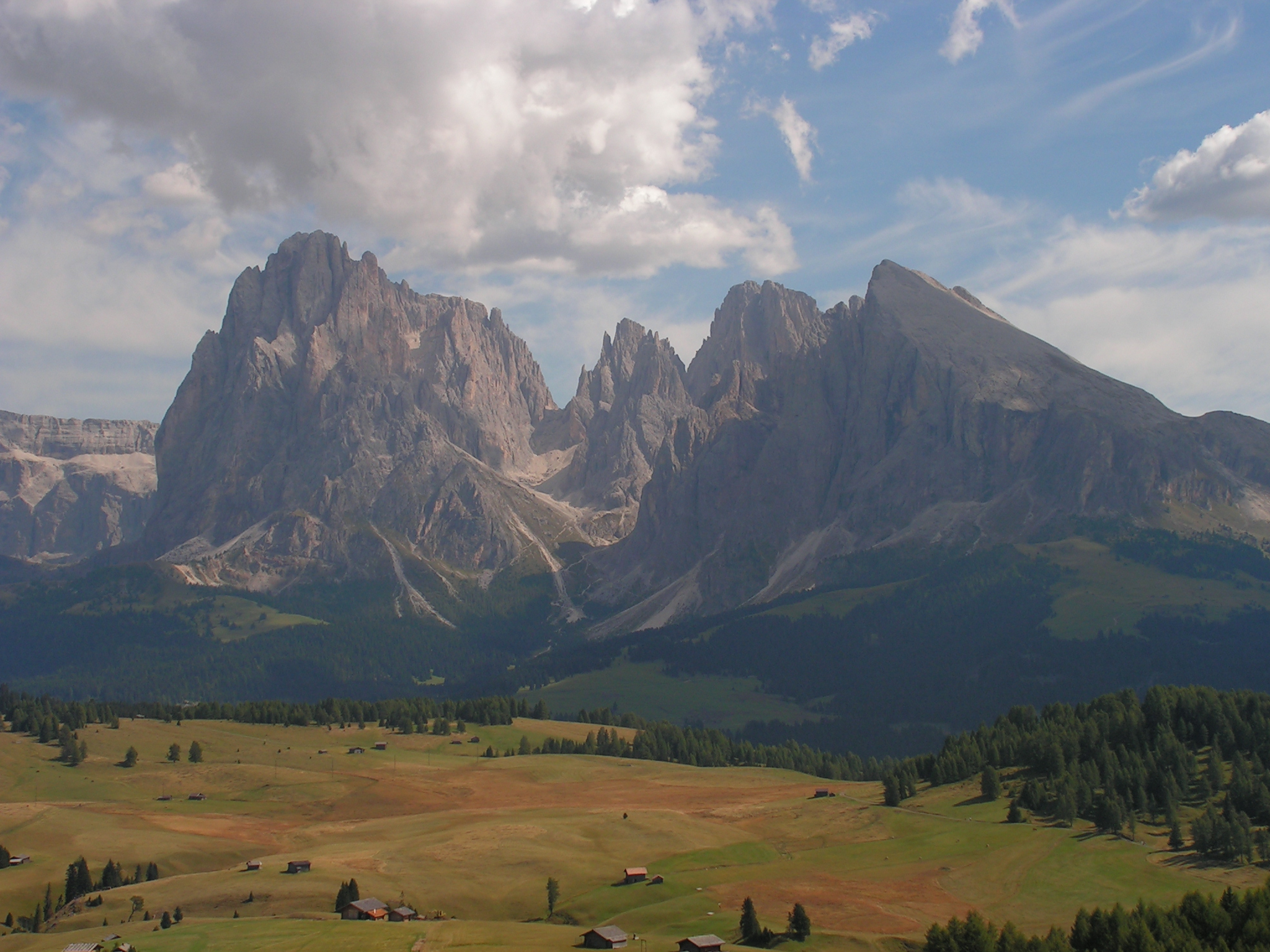
Le groupe du Sassolungo, ou Langkofel, depuis l'Alpe de Siusi.

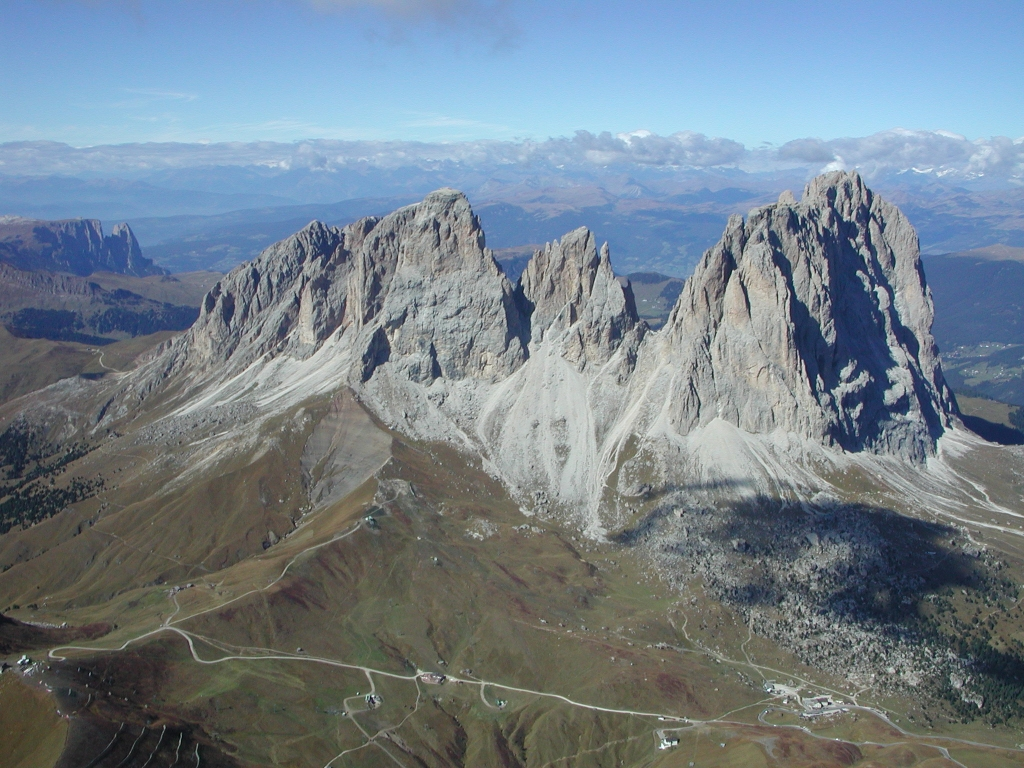
Le versant oriental du groupe du Sassolungo, ou Langkofel.

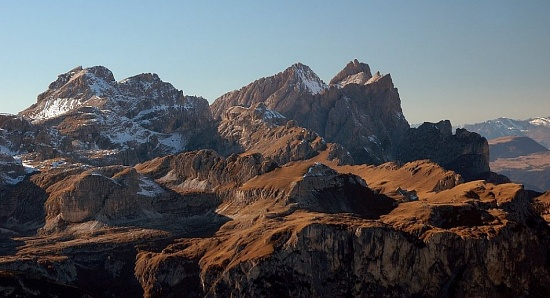
Le groupe des Odle, ou Geislerspitzen.

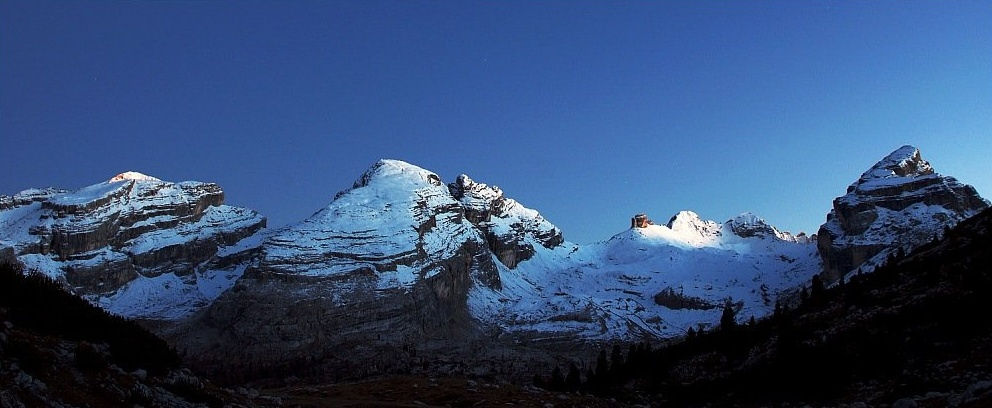
Le groupe des Fanes.

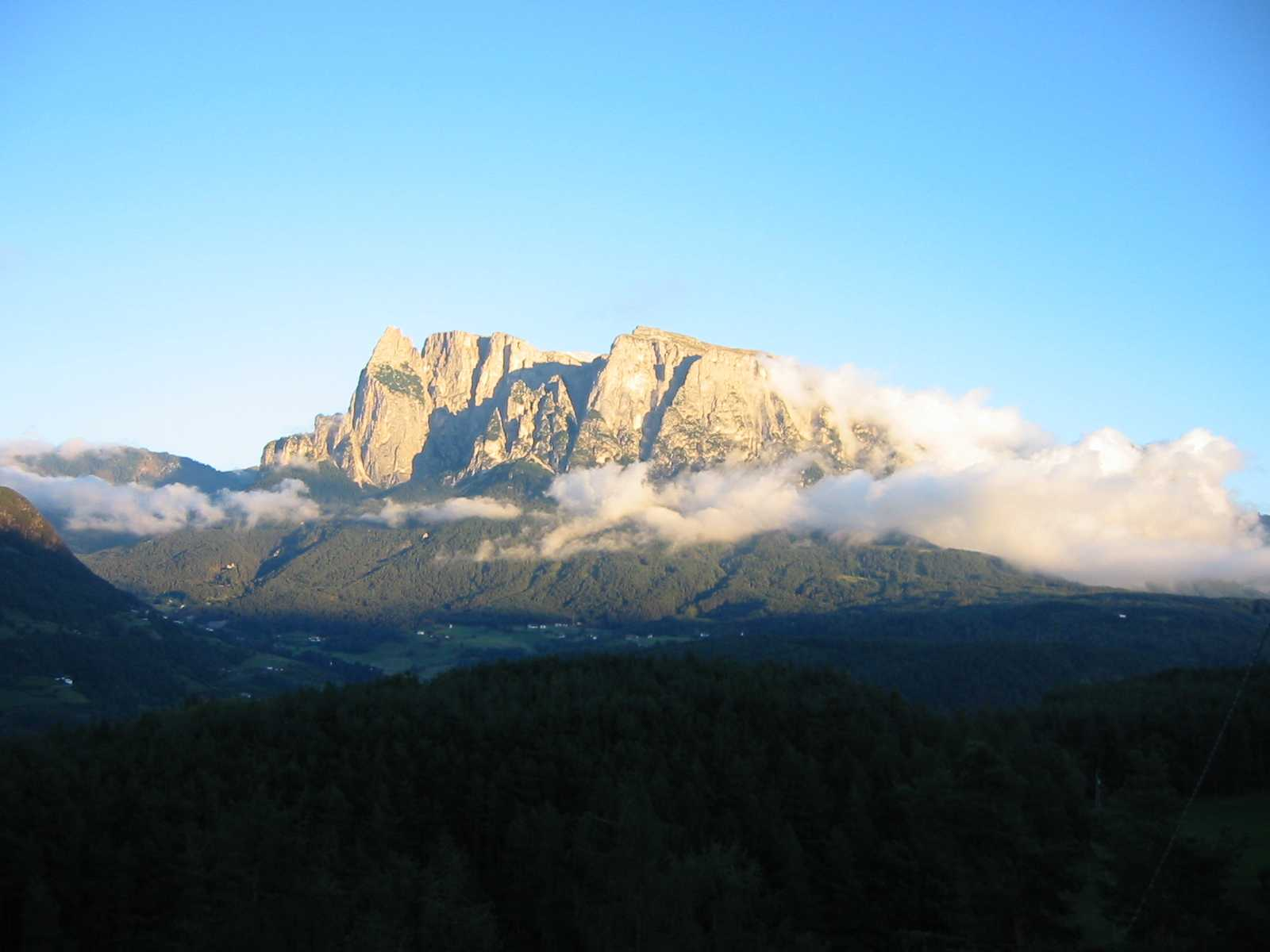
Le groupe du Sciliar.

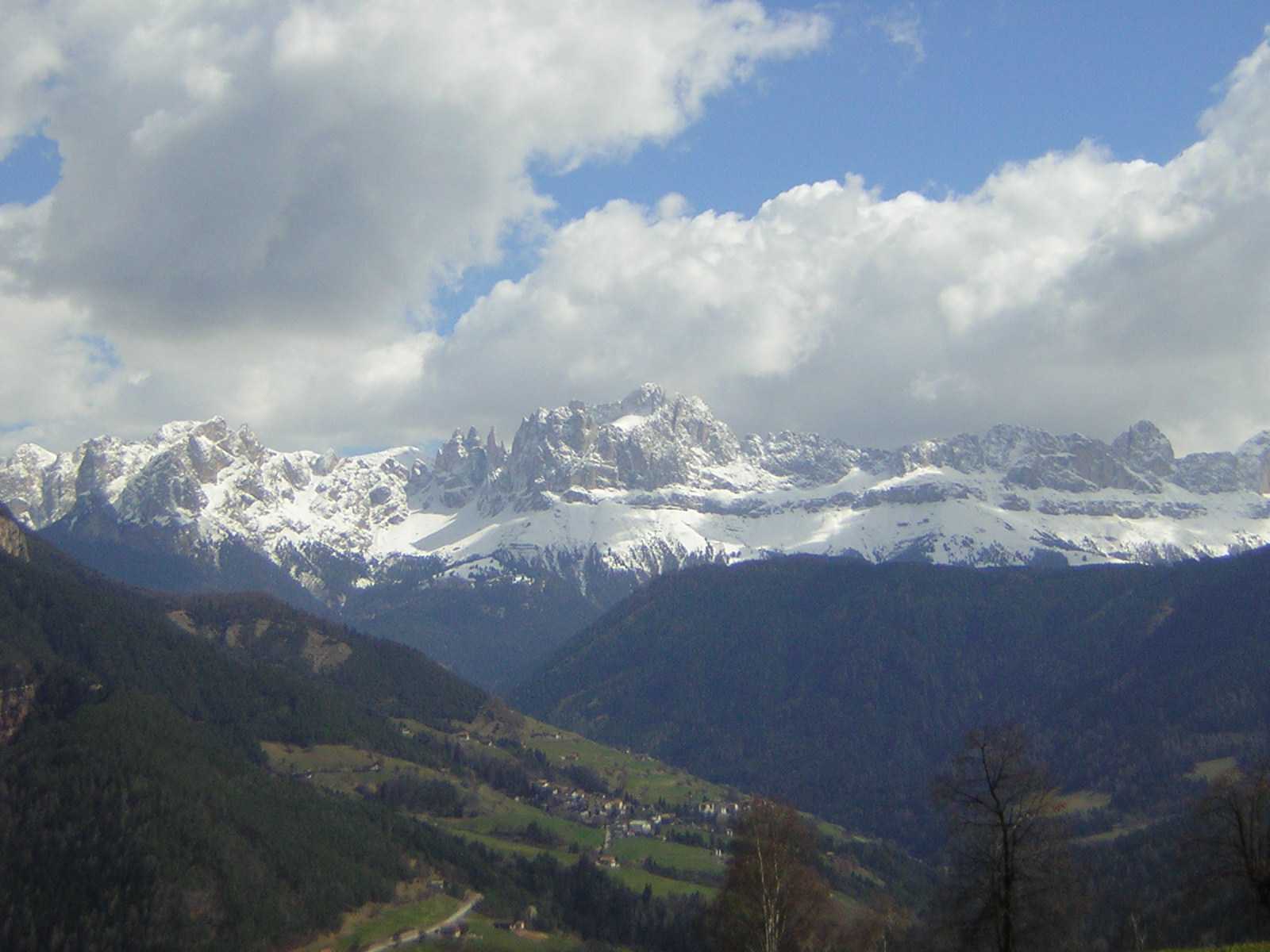
Le groupe du Catinaccio, ou Rosengarten, vu de Cornedo all'Isarco.

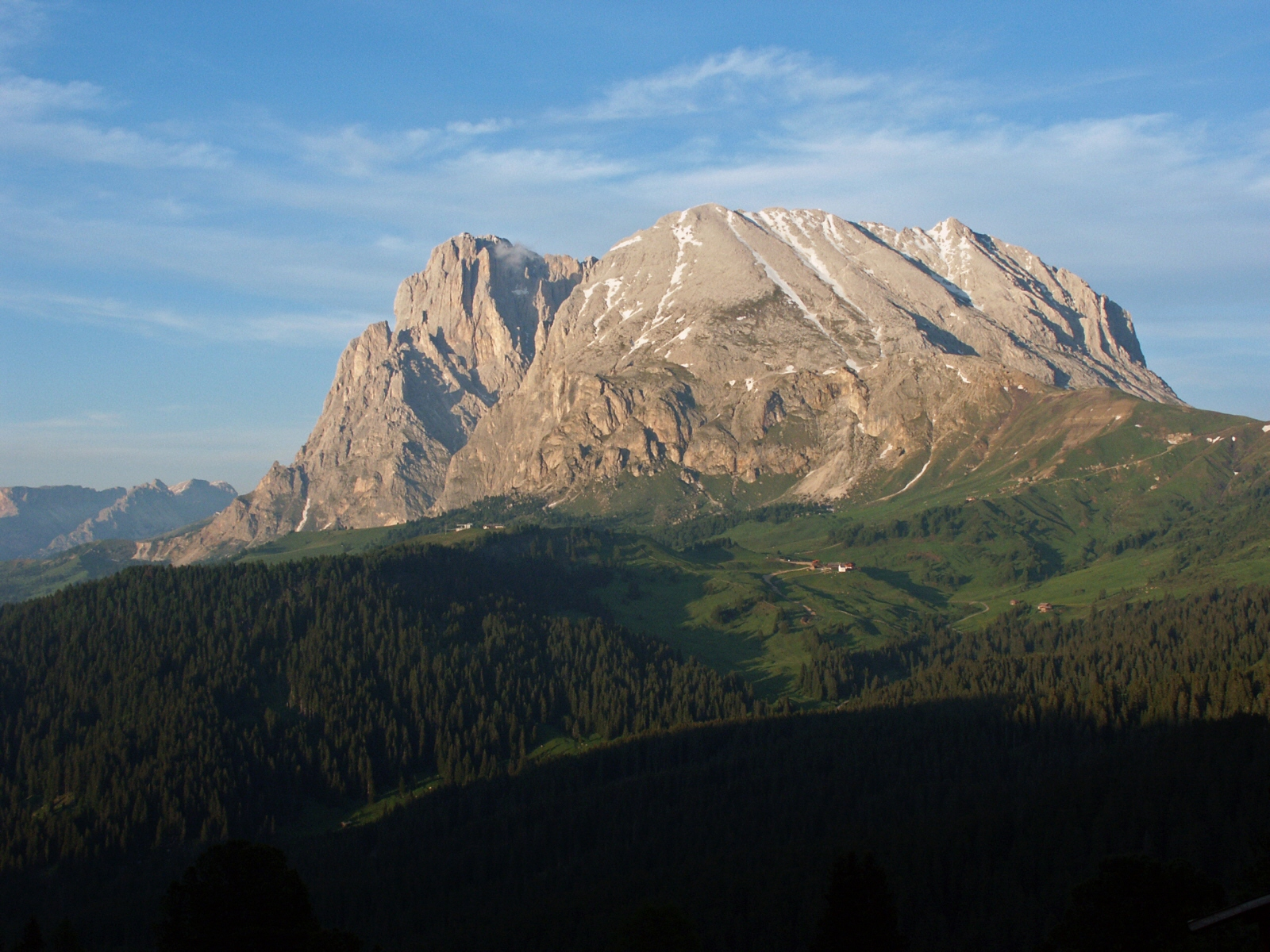
Le Sassopiatto au crépuscule.

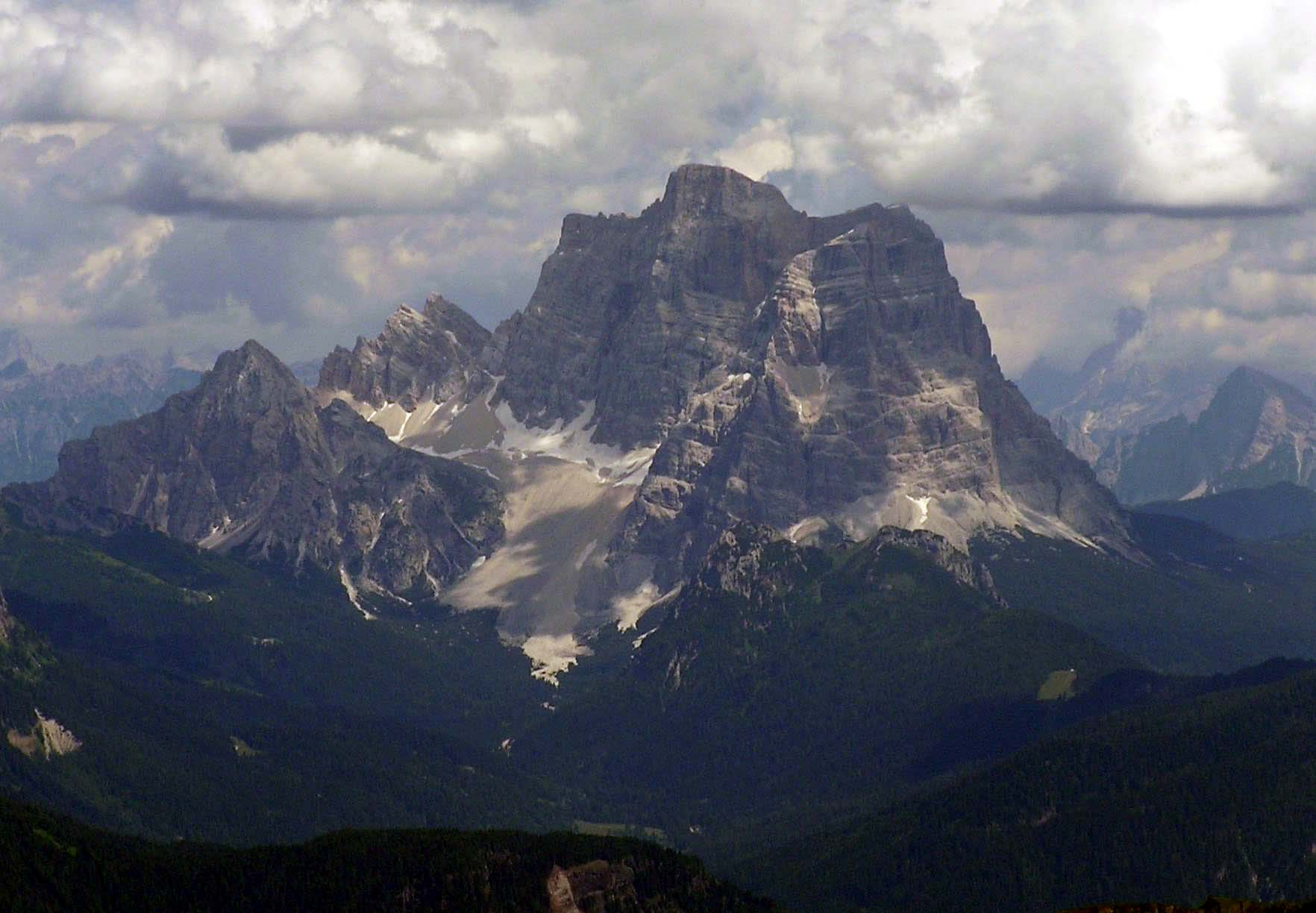
Le groupe du Monte Pelmo.

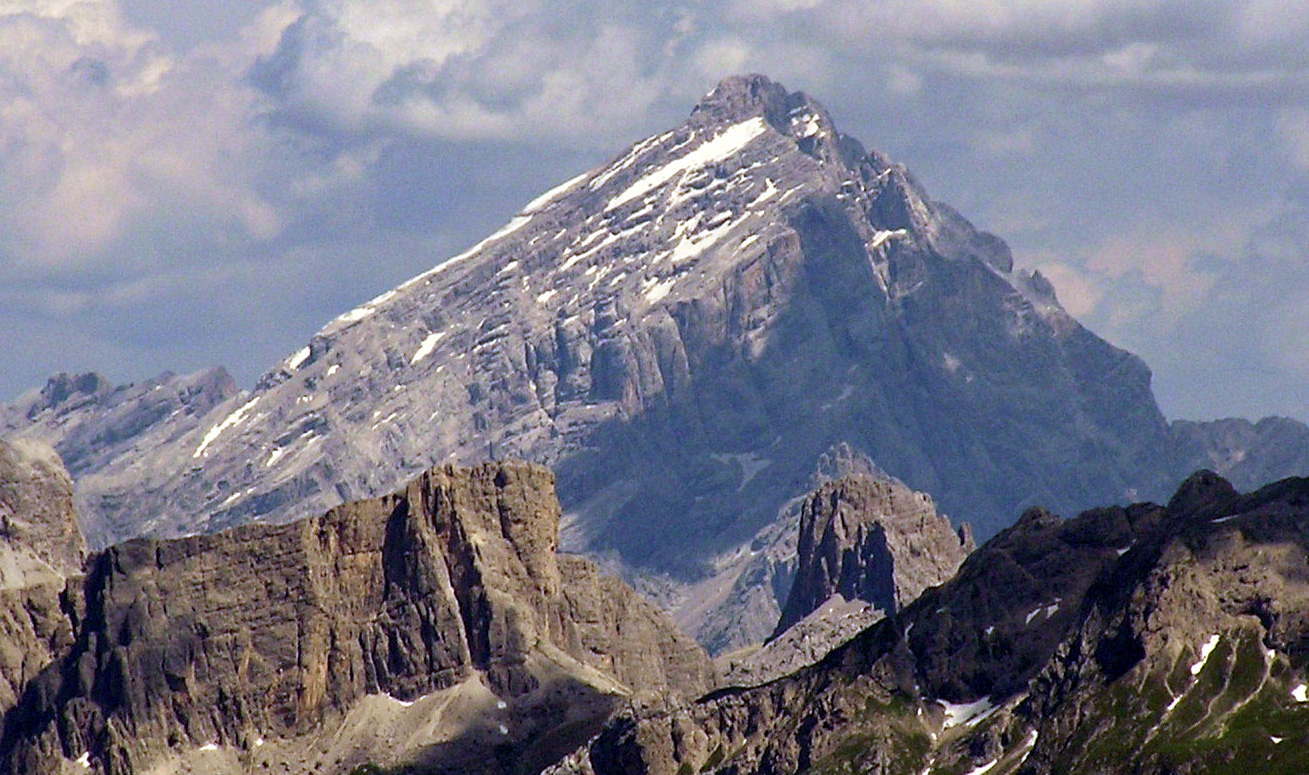
L'Antelao.

Les Dolomites sont divisées en groupe montagneux, dont certains peuvent encore être divisés en sous-groupes :
| Localisation                    | Groupe montagneux               | Principaux sommets     | Principaux sommets     | Altitude |
| ------------------------------- | ------------------------------- | ---------------------- | ---------------------- | -------- |
|                                 | Groupe du Sella                 | Piz Boè                | Piz Boè                | 3 152 m  |
| Le Mesules                      | Le Mesules                      | 3 000 m                |                        |          |
|                                 | Groupe du Sassolungo            | Sassolungo             | Sassolungo             | 3 179 m  |
| Punta Grohmann ou Sasso Levante | Punta Grohmann ou Sasso Levante | 3 128 m                |                        |          |
| Torre Innerkofler               | Torre Innerkofler               | 3 098 m                |                        |          |
| Spallone del Sassolungo         | Spallone del Sassolungo         | 3 081 m                |                        |          |
| Sassopiatto                     | Sassopiatto                     | 2 964 m                |                        |          |
|                                 | Groupe du Puez                  | Piz de Puez            | Piz de Puez            | 2 913 m  |
| Piz Duleda                      | Piz Duleda                      | 2 909 m                |                        |          |
| Sassongher                      | Sassongher                      | 2 665 m                |                        |          |
|                                 | Groupe des Odle                 | Furchetta              | Furchetta              | 3 025 m  |
| Sass Rigais                     | Sass Rigais                     | 3 025 m                |                        |          |
|                                 | Groupe Plose                    | Monte Gabler           | Monte Gabler           | 2 576 m  |
| Cima Lasta                      | Cima Lasta                      | 2 194 m                |                        |          |
|                                 | Groupe Putia                    | Peitlerkofel           | Peitlerkofel           | 2 875 m  |
| Monte Tullen                    | Monte Tullen                    | 2 654 m                |                        |          |
|                                 | Groupe de la Marmolada          | Punta Penia            | Punta Penia            | 3 343 m  |
| Punta Rocca                     | Punta Rocca                     | 3 309 m                |                        |          |
| Punta Ombretta                  | Punta Ombretta                  | 3 230 m                |                        |          |
| Monte Serauta                   | Monte Serauta                   | 3 069 m                |                        |          |
|                                 | Groupe du Sciliar               | Cima di Terrarossa     | Cima di Terrarossa     | 2 655 m  |
| Monte Pez                       | Monte Pez                       | 2 563 m                |                        |          |
|                                 | Groupe du Catinaccio            | Catinaccio d'Antermoia | Catinaccio d'Antermoia | 3 002 m  |
| Cima Catinaccio                 | Cima Catinaccio                 | 2 981 m                |                        |          |
| Tours de Vajolet                | Tours de Vajolet                | 2 821 m                |                        |          |
|                                 | Dolomites de Braies             | Croda Rossa d'Ampezzo  | Croda Rossa d'Ampezzo  | 3 148 m  |
| Picco di Vallandro              | Picco di Vallandro              | 2 839 m                |                        |          |
| Croda del Becco                 | Croda del Becco                 | 2 810 m                |                        |          |
| Plan de Corones                 | Plan de Corones                 | 2 277 m                |                        |          |
|                                 | Dolomites de Sesto              | Cima dei Tre Scarperi  | Cima dei Tre Scarperi  | 3 162 m  |
| Dreischusterspitze              | Dreischusterspitze              | 3 145 m                |                        |          |
| Croda dei Toni                  | Croda dei Toni                  | 3 094 m                |                        |          |
| Cima Undici                     | Cima Undici                     | 3 092 m                |                        |          |
| Tre Cime di Lavaredo            | Tre Cime di Lavaredo            | 2 999 m                |                        |          |
| Croda Rossa di Sesto            | Croda Rossa di Sesto            | 2 965 m                |                        |          |
| Croda dei Baranci               | Croda dei Baranci               | 2 905 m                |                        |          |
|                                 | Dolomites ampezzanes            | Groupe des Tofane      | Tofana di Mezzo        | 3 244 m  |
| Tofane di Dentro                | Dolomites ampezzanes            | Groupe des Tofane      | 3 238 m                |          |
| Tofane di Rozes                 | Dolomites ampezzanes            | Groupe des Tofane      | 3 225 m                |          |
| Groupe du Cristallo             | Dolomites ampezzanes            | Monte Cristallo        | 3 216 m                |          |
| Groupe du Sorapiss              | Dolomites ampezzanes            | Punta Sorapiss         | 3 205 m                |          |
| Groupe du Nuvolau               | Dolomites ampezzanes            | Averau                 | 2 647 m                |          |
| Groupe du Nuvolau               | Dolomites ampezzanes            | Nuvolau                | 2 575 m                |          |
| Groupe du Nuvolau               | Dolomites ampezzanes            | Sass de Stria          | 2 477 m                |          |
| Groupe du Nuvolau               | Dolomites ampezzanes            | Cinque Torri           | 2 361 m                |          |
| Groupe de l'Antelao             | Dolomites ampezzanes            | Antelao                | 3 264 m                |          |
|                                 | Groupe du Marmarole             | Cimon del Froppa       | Cimon del Froppa       | 2 932 m  |
| Pala di Meduce                  | Pala di Meduce                  | 2 864 m                |                        |          |
|                                 | Groupe du Monte Pelmo           | Monte Pelmo            | Monte Pelmo            | 3 168 m  |
| Monte Rite                      | Monte Rite                      | 2 183 m                |                        |          |
|                                 | Groupe de la Civetta            | Monte Civetta          | Monte Civetta          | 3 220 m  |
| Cima delle Busazze              | Cima delle Busazze              | 2 894 m                |                        |          |
|                                 | Groupe du Bosconero             | Sasso di Bosconero     | Sasso di Bosconero     | 2 468 m  |
| Sasso di Toanella               | Sasso di Toanella               | 2 430 m                |                        |          |
|                                 | Latemar                         | Cimon del Latemar      | Cimon del Latemar      | 2 846 m  |
|                                 | Pale di San Martino             | Cima di Vezzana        | Cima di Vezzana        | 3 192 m  |
| Cimon della Pala                | Cimon della Pala                | 3 184 m                |                        |          |
| Cima dei Bureloni               | Cima dei Bureloni               | 3 130 m                |                        |          |
| Monte Agnèr                     | Monte Agnèr                     | 2 872 m                |                        |          |
|                                 | Groupe des Fanes                | Piz dles Cunturines    | Piz dles Cunturines    | 3 077 m  |
| Sasso delle Dieci               | Sasso delle Dieci               | 3 026 m                |                        |          |
| Sasso delle None                | Sasso delle None                | 2 968 m                |                        |          |
|                                 | Groupe du Monte Grappa          | Monte Grappa           | Monte Grappa           | 1 775 m  |
| Monte Solarolo                  | Monte Solarolo                  | 1 625 m                |                        |          |
|                                 | Groupe du Monte Schiara         | Monte Schiara          | Monte Schiara          | 2 565 m  |
| Monte Talvena                   | Monte Talvena                   | 2 542 m                |                        |          |
| Cima del Burel                  | Cima del Burel                  | 2 281 m                |                        |          |
|                                 | Alpes Feltrine                  | Sass de Mura           | Sass de Mura           | 2 547 m  |
| Monte Pavione                   | Monte Pavione                   | 2 334 m                |                        |          |
| Pizzocco                        | Pizzocco                        | 2 186 m                |                        |          |

#### Principales vallées

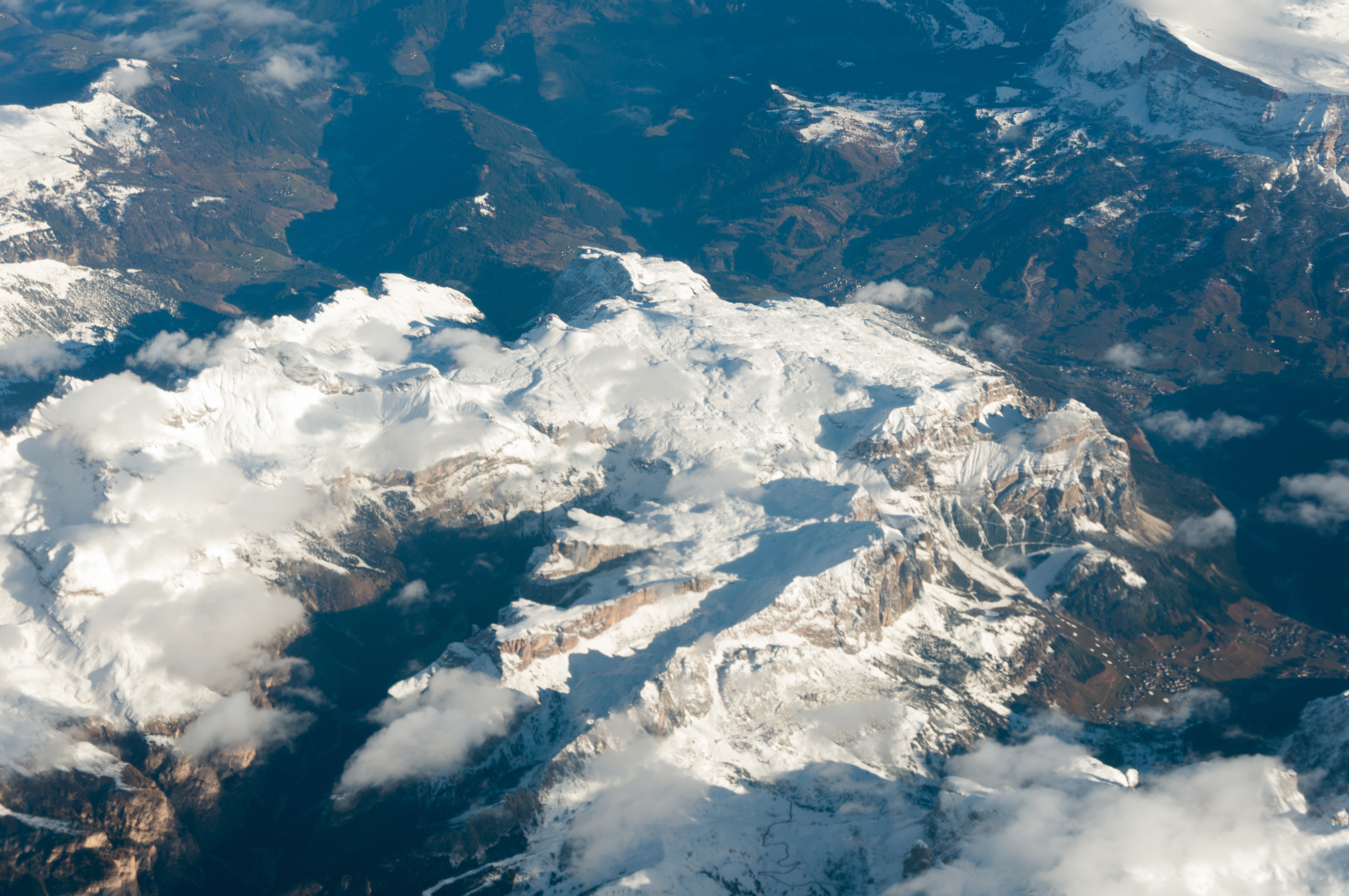
Le groupe du Puez et le groupe des Odle ; à droite, le val Badia.

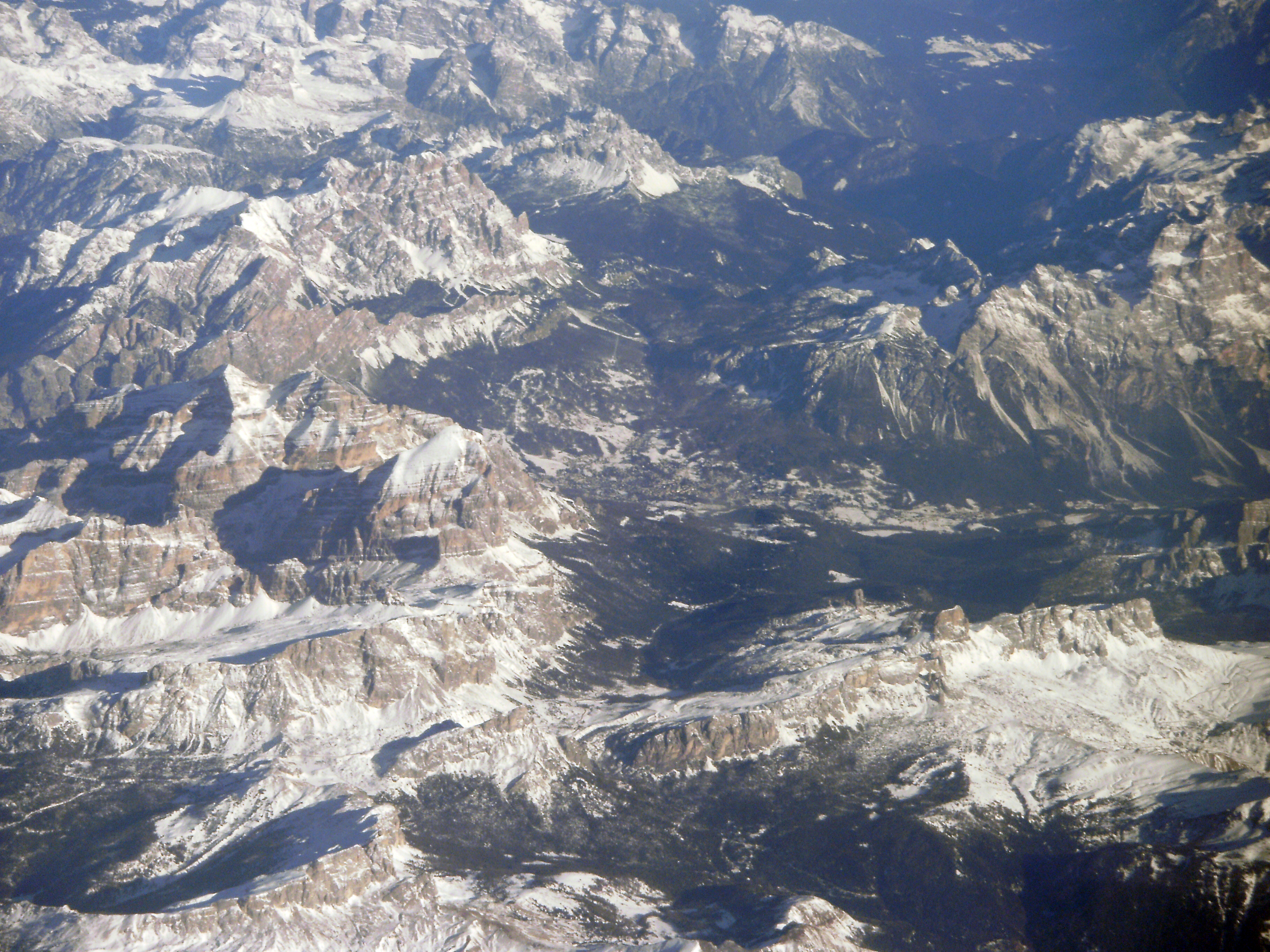
Vue aérienne de la vallée d'Ampezzo depuis l'est.

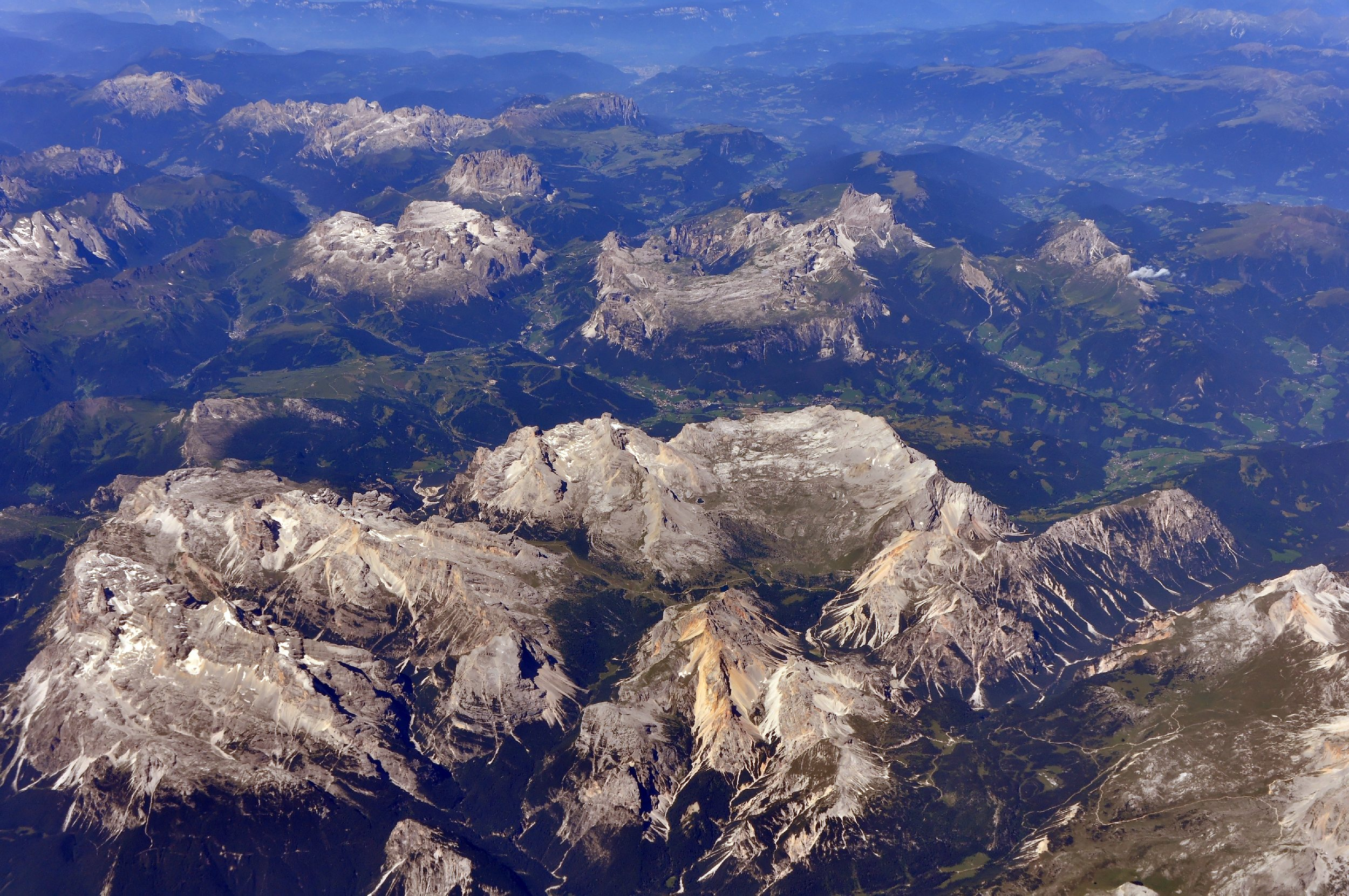
Vue des Dolomites depuis l'ouest ; au premier plan, le val di Rudo en amont de Marebbe ; en second plan, le val Badia au centre et le val di Fassa à gauche ; en arrière-plan, la vallée de l'Isarco et Bozano.

Les Dolomites sont bordées par la vallée de l'Isarco à l'ouest. Au nord, elles bordent le val Pusteria, avec la Rienza, qui se jette dans la vallée de l'Isarco près de Bressanone.
À l'ouest de Brunico, dans le val Pusteria, se trouve l'entrée du val Badia menant au nord-ouest du groupe du Sella ; via le col Gardena au nord du groupe montagneux, la vallée est reliée au val Gardena, qui mène à l'ouest à la vallée de l'Isarco ; à l'est, le col de Campolongo donne accès au val Cordevole ;  au sud, le col Pordoi mène au val di Fassa, lui-même relié au val Gardena par le plus haut col routier des Dolomites, le col Sella, situé à l'est du groupe homonyme. Le tour du groupe montagneux du Sella forme un itinéraire nommé Sellaronda, qu'il est possible de parcourir à vélo ou à ski durant la période hivernale. Au sud du val Gardena se trouvent l'Alpe di Siusi et le parc naturel Schlern-Rosengarten.
Le val Gardena, le val Badia ainsi que le val di Fassa et la municipalité de Cortina d'Ampezzo forment la zone Ladinia dans laquelle la langue ladine est encore parlée. Du col Pordoi au sud du groupe du Sella, le val di Fassa mène cependant au sud-ouest. Alors que le val di Fassa est formé par le cours supérieur de l'Avisio, son cours inférieur, après Moena, traverse le val di Fiemme jusqu'à la vallée de l'Adige près de Trente, la distinction de nom entre les deux vallées a des raisons historiques. La limite territoriale des Dolomites étant définie à Predazzo, seule la partie amont du val di Fiemme appartient au massif montagneux, excluant la partie avale ainsi que la vallée de l'Adige. Le val Travignolo s'étend de Predazzo jusqu'au passo Rolle, qui permet de rejoindre la vallée de Primiero.
Les autres vallées latérales du val Pusteria sont le val di Landro et la vallée de Sesto. Le val di Landro sépare les Dolomites de Braies des Dolomites de Sesto à l'est et mène au Monte Cristallo. Il mène à Cortina d'Ampezzo dans le bassin d'Ampezzo, partie amont de la vallée du Boite, par le passo Cimabanche, et au val d'Ansiei via la SP 49. La vallée de Sesto fait partie de la frontière orientale des Dolomites en général. Elle est reliée à l'est au val Comelico, vallée latérale de la haute vallée du Piave, dans le Cadore via le col du Monte Croce di Comelico. La vallée du Boite est une vallée latérale de la haute vallée du Piave, qui s'étend de Sappada à Belluno. Elle est reliée à l'est au val d'Ansiei par le passo Tre Croci et à l'ouest au val Cordevole par le col de Giau et au val Fiorentina, troisième plus haut col routier des Dolomites. Enfin, la vallée d'Oten, vallée latérale de la haute vallée du Piave, se situe entre la vallée du Boite et le val Comelico. Elle sépare le groupe du Marmarole du groupe de l'Antelao.
Les autres vallées latérales de la vallée de l'Isarco sont la vallée de Funes au nord (entre le val Pusteria et le val Gardena), qui est reliée au val Badia par le Würzjoch, et le val di Tires au sud du groupe du Sciliar, qui mène au groupe du Catinaccio et est reliée au val d'Ega via le col Nigra. Le val d'Ega mène vers l'ouest jusqu'à la vallée de l'Isarco près de Bolzano et se termine à l'est au col de Costalonga au sud du Catinaccio, col qui mène au val di Fassa.
Le val Cordevole suit le cours du ruisseau éponyme, du col Pordoi au sud-ouest de Belluno, où il se jette dans le Piave. La vallée fait partie de la région Agordina, qui comprend également les affluents du Cordevole ainsi que les vallées relatives, les principales étant le val di San Lucano, la vallée du Biois, le val Fiorentina et le val Pettorina. L'Agordina est dominé par la Marmolada et les Pale à l'ouest et par la Civetta à l'est. À l'est de la Civetta se trouve le val di Zoldo, qui rencontre déjà la vallée du Piave au nord de Belluno ; à l'ouest, la vallée du Mis, qui rejoint le Piave au sud-est de Belluno. Au sud de Belluno, la vallée se nomme Valbelluna. Elle forme la limite sud-est des Dolomites.

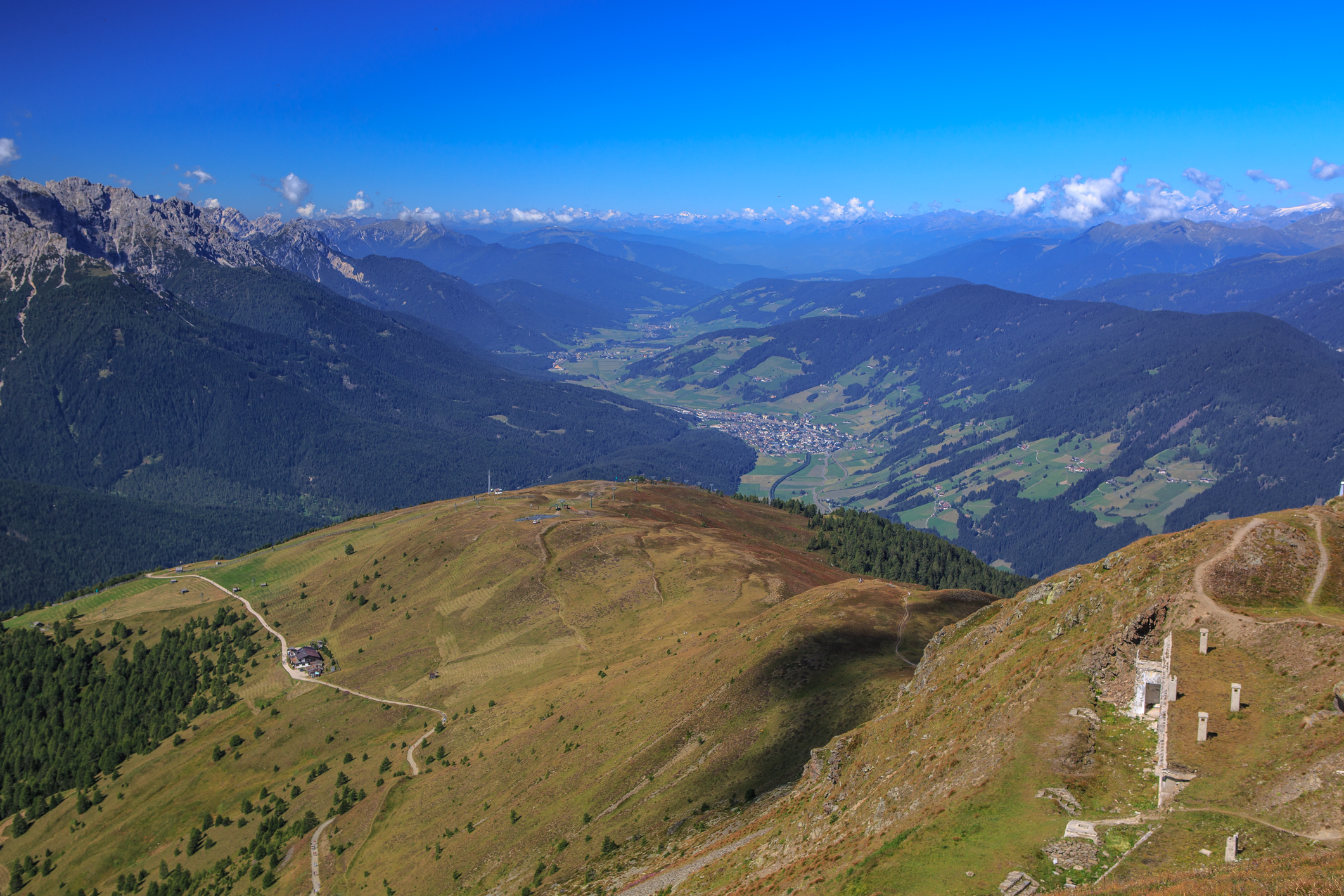
Vue des communes de San Candido et Dobbiaco dans le val Pusteria depuis le monte Elmo. À gauche, le val di Sesto.
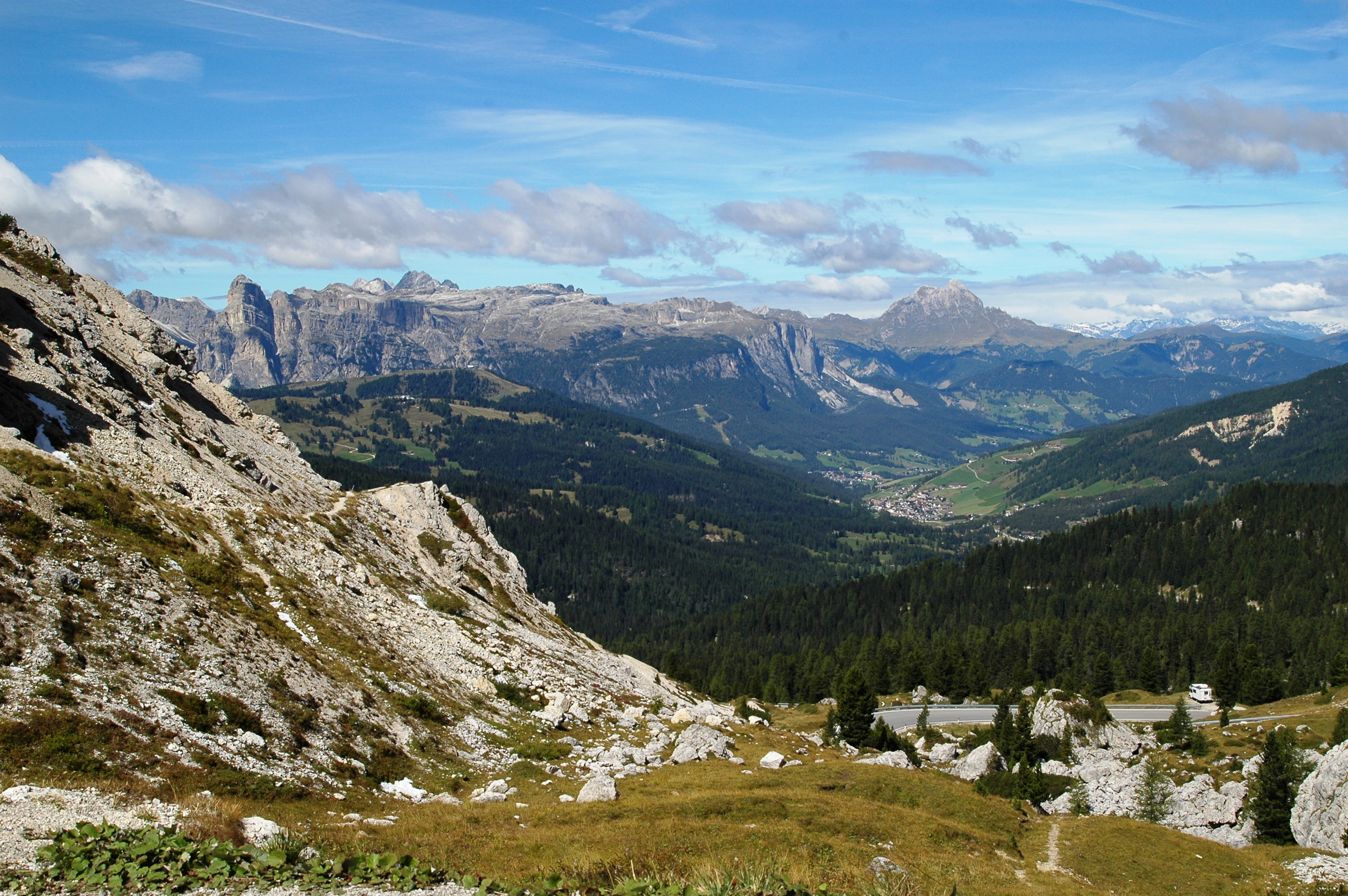
La vallée de San Cassiano, vallée latérale du val Badia, depuis le col de Valparola.
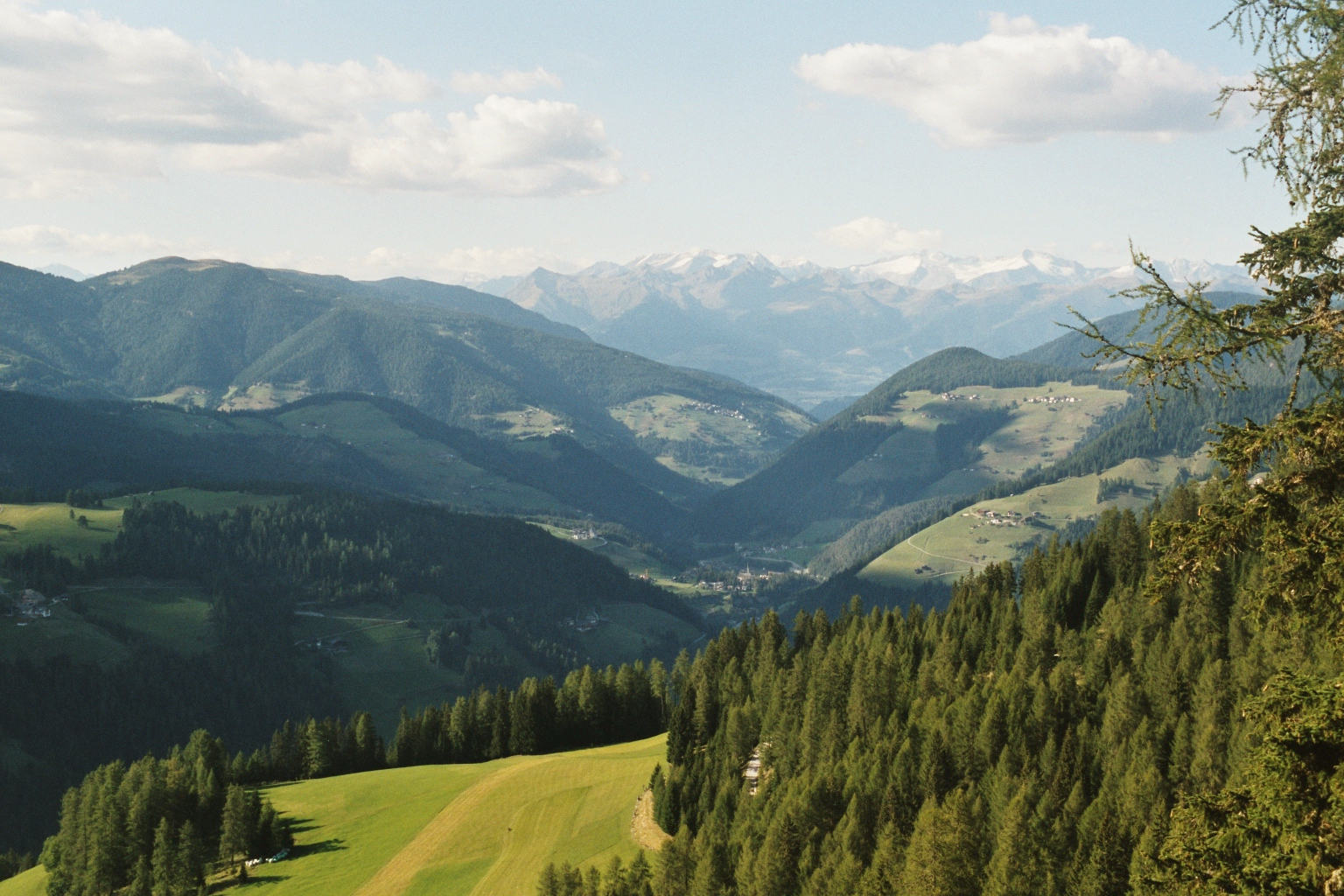
Le val Badia.
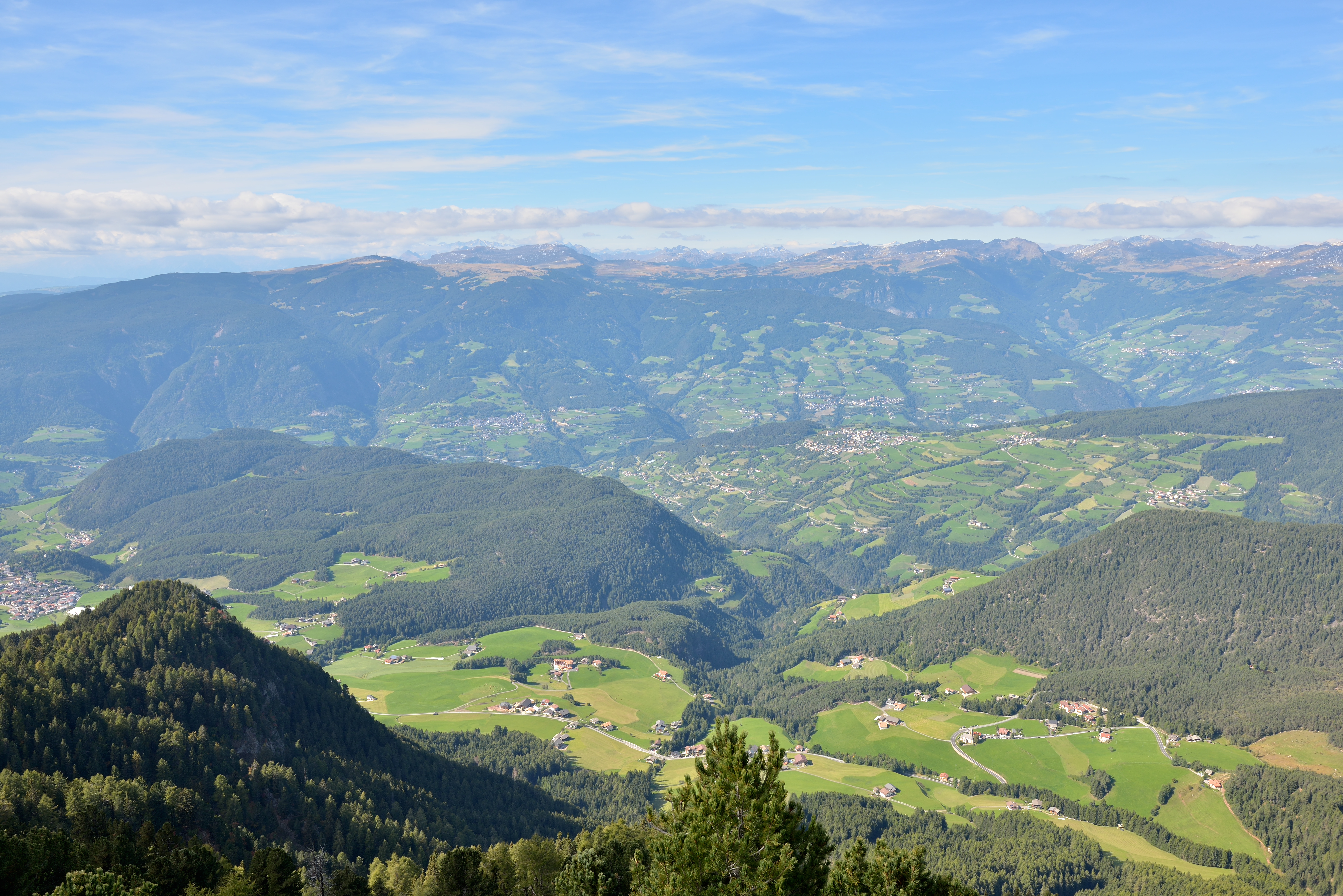
La vallée de l'Isarco.
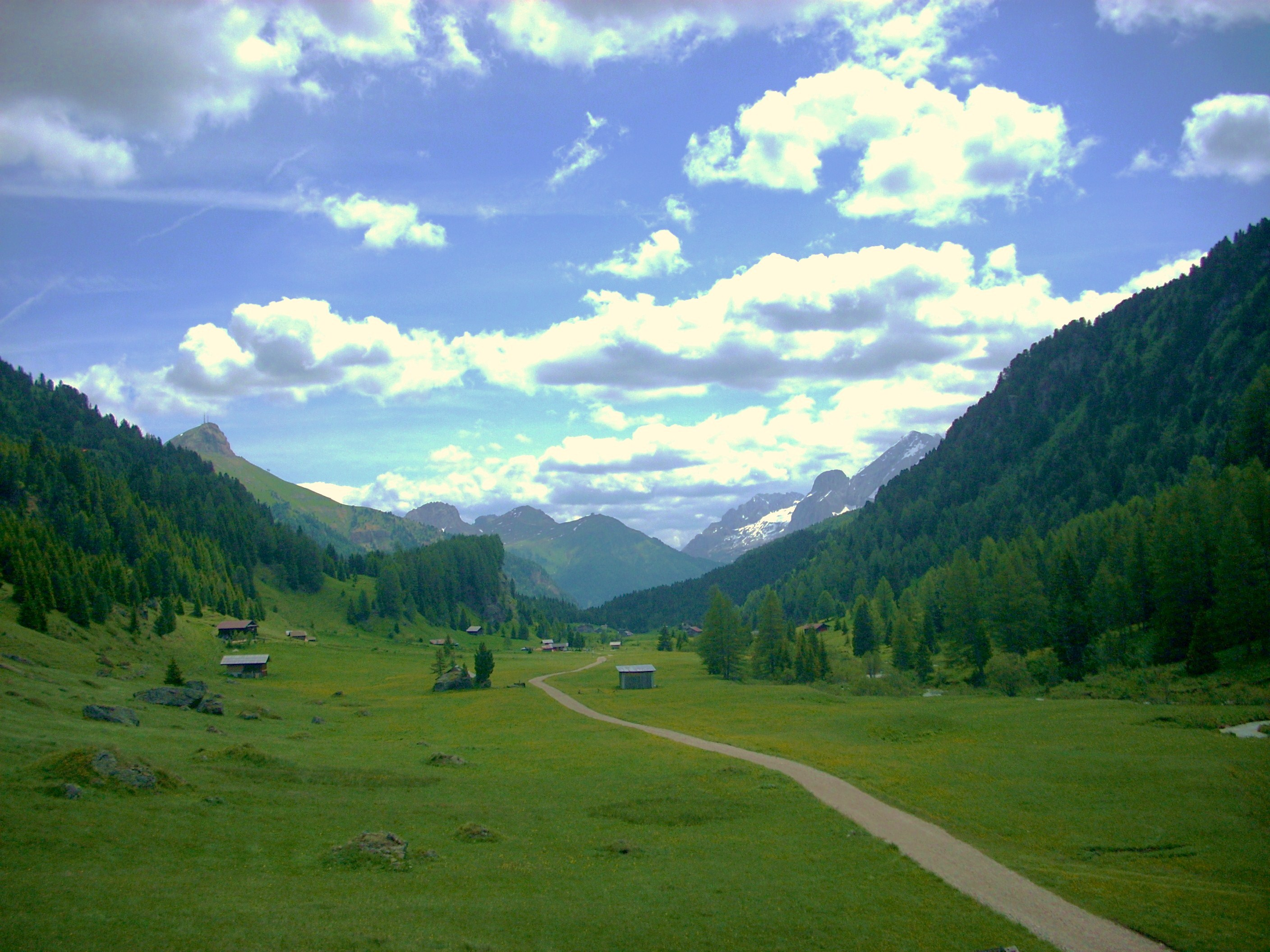
La val Duron, vallée latérale du val di Fassa.

#### Principaux cols routiers

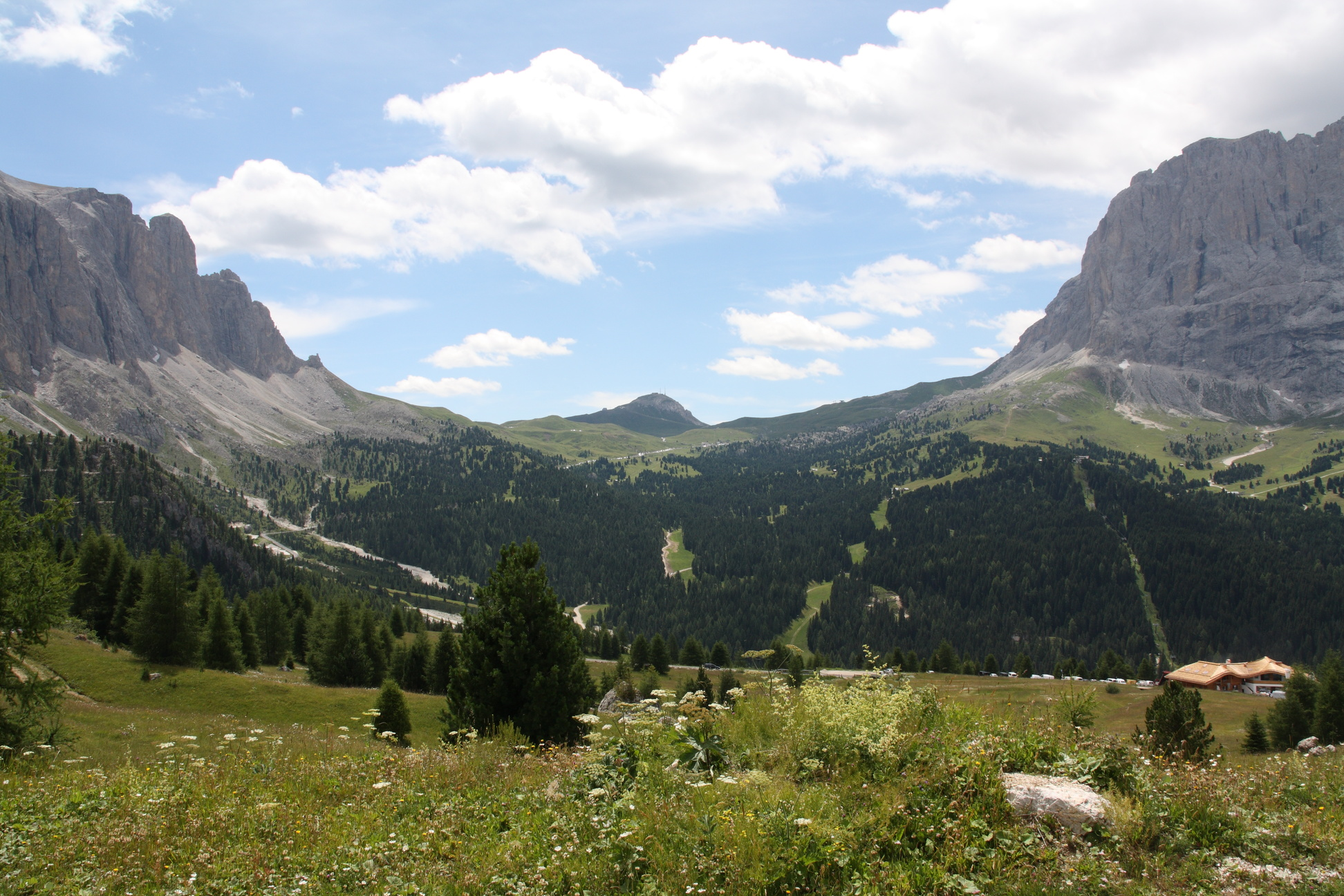
Le versant nord du col Sella.

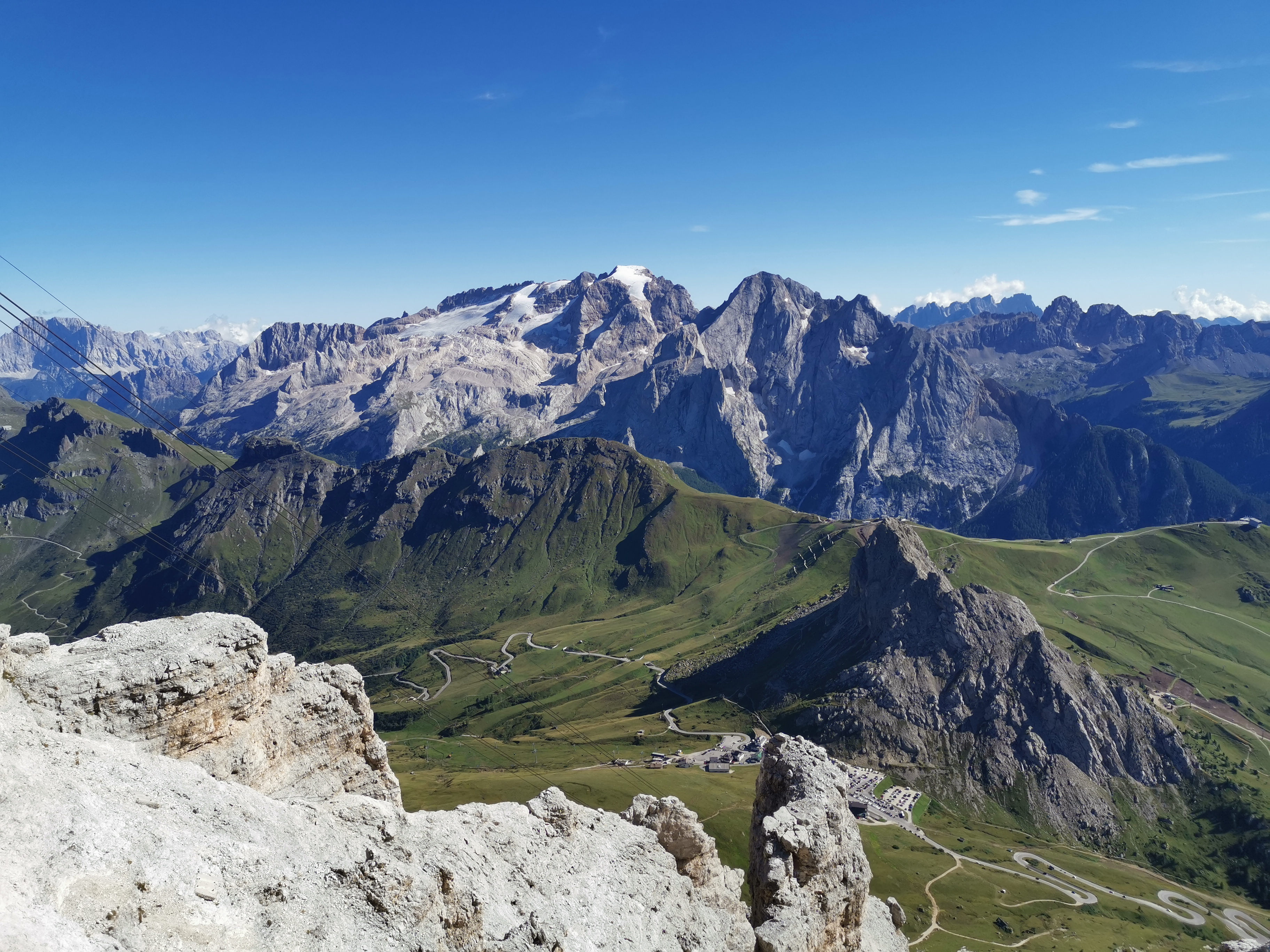
Vue plongeante sur le col Pordoi depuis le Sass Pordoi avec la Marmolada en arrière plan.

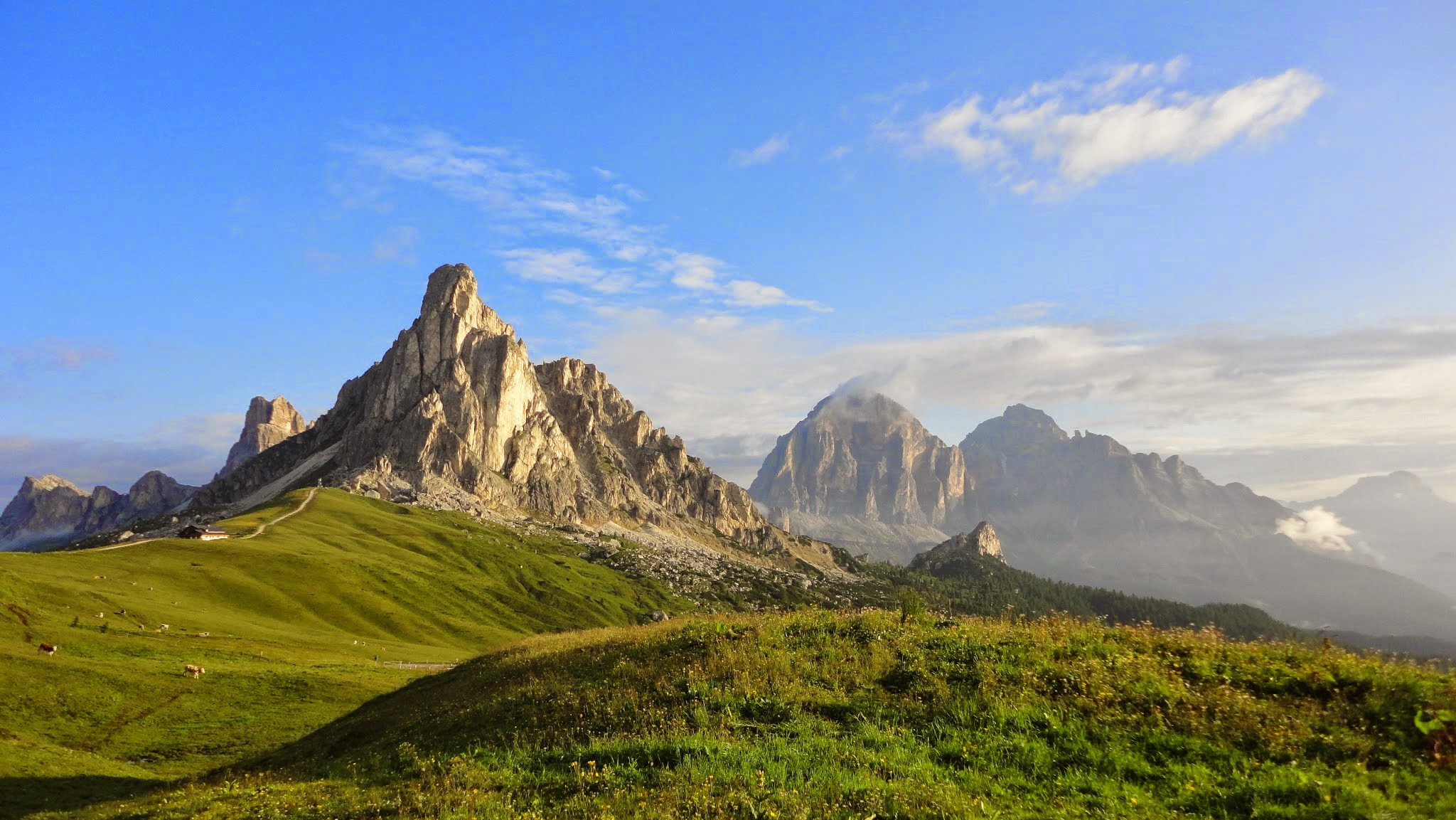
Le col de Giau.

| Nom                            | Altitude (m) | Vallée 1          | Province | Vallée 2           | Province |
| ------------------------------ | ------------ | ----------------- | -------- | ------------------ | -------- |
| Col Pordoi                     | 2 239        | Val di Fassa      | Trente   | Val Cordevole      | Belluno  |
| Col de Giau                    | 2 233        | Vallée du Boite   | Belluno  | Val Fiorentina     | Belluno  |
| Col Sella                      | 2 213        | Val di Fassa      | Trente   | Val Gardena        | Bolzano  |
| Col de Valparola               | 2 168        | Val Badia         | Bolzano  | Val Cordevole      | Belluno  |
| Col Gardena                    | 2 121        | Val Badia         | Bolzano  | Val Gardena        | Bolzano  |
| Col de Falzarego               | 2 105        | Vallée du Boite   | Belluno  | Val Cordevole      | Belluno  |
| Passo Fedaia                   | 2 056        | Val di Fassa      | Trente   | Val Cordevole      | Belluno  |
| Col Valles                     | 2 031        | Val Travignolo    | Trente   | Vallée du Biois    | Belluno  |
| Passo delle Erbe (Würzjoch)    | 1 987        | Val Badia         | Bolzano  | Vallée de l'Isarco | Bolzano  |
| Passo Rolle                    | 1 980        | Val Travignolo    | Trente   | Vallée de Primiero | Trente   |
| Col de San Pellegrino          | 1 919        | Val di Fassa      | Trente   | Vallée du Biois    | Belluno  |
| Col de Campolongo              | 1 875        | Val Badia         | Bolzano  | Val Cordevole      | Belluno  |
| Col de Lavazè                  | 1 805        | Vallée de l'Adige | Bolzano  | Val di Fiemme      | Bolzano  |
| Passo Tre Croci                | 1 805        | Vallée d'Ampezzo  | Belluno  | Val d'Ansiei       | Belluno  |
| Forcella Staulanza             | 1 766        | Val di Zoldo      | Belluno  | Val Fiorentina     | Belluno  |
| Col Furcia                     | 1 759        | Val Badia         | Bolzano  | Val Pusteria       | Bolzano  |
| Col de Costalunga              | 1 745        | Val di Fassa      | Trente   | Val d'Ega          | Bolzano  |
| Col Nigra                      | 1 688        | Val di Tires      | Bolzano  | Val d'Ega          | Bolzano  |
| Col du Monte Croce di Comelico | 1 636        | Val Comelico      | Belluno  | Val Pusteria       | Bolzano  |
| Col Duran                      | 1 601        | Val di Zoldo      | Belluno  | Val Cordevole      | Belluno  |
| Passo Cibiana                  | 1 530        | Vallée du Boite   | Belluno  | Val di Zoldo       | Belluno  |
| Passo Cimabanche               | 1 530        | Vallée d'Ampezzo  | Belluno  | Val Pusteria       | Bolzano  |
| Col de Sant'Antonio            | 1 476        | Val Comelico      | Belluno  | Val d'Ansiei       | Belluno  |
| Passo di Cereda                | 1 369        | Vallée du Mis     | Belluno  | Vallée de Primiero | Trente   |
| Forcella Lagazzon              | 1 356        | Vallée du Biois   | Belluno  | Vallée du Biois    | Belluno  |
| Forcella Aurine                | 1 299        | Vallée du Mis     | Belluno  | Val Cordevole      | Belluno  |
| Forcella Franche               | 990          | Vallée du Mis     | Belluno  | Val Cordevole      | Belluno  |

#### Principaux lacs
- Lac d'Alleghe
- Lac d'Auronzo (artificiel)
- Lac de Braies
- Lac de Carezza
- Lac de Centro Cadore (artificiel)
- Lac de Dobbiaco
- Lac de Fedaia (artificiel)
- Lac de Landro
- Lac du Mis (artificiel)
- Lac de Misurina
- Lac de Valle di Cadore (artificiel)
- Lac de Vodo di Cadore (artificiel)

## Géologie
Les Dolomites étaient, il y a des millions d'années, un massif de corail. Les bastions dolomitiques se composent en grande partie de récifs coralliens pétrifiés ayant grandi dans la Téthys à la fin du Trias inférieur. Ces roches sont appelées dolomies et portent différentes variantes de noms selon leur nature précise et leur localisation. Cette composition chimique des roches donne lieu au phénomène d'Alpenglow.
Géomorphologiquement parlant, la rupture se fait entre les Alpes vallonnées et les récifs raides de calcaire. Ceux-ci s'élèvent dans un jaillissement vigoureux, parfois parfaitement vertical, jusqu'à une hauteur d'environ 3 000 mètres et sont aplatis au sommet. D’où l'aspect si singulièrement « architectural » des Dolomites, qui se décline dans une impressionnante variété formelle : donjons, tourelles, clochers, coupoles, cirques, forteresses ou murailles démantelées qui dominent, tout d’un bloc, des paysages de forêts ou de pâturages.
La délimitation très nette et la modeste étendue des massifs expliquent leur multiplicité, ainsi que celle des courtes vallées qui les séparent, reliées entre elles par autant de cols. Ces massifs étaient jadis recouverts de glaciers notables, mais désormais le seul encore existant est celui de la Marmolada. Contrairement aux autres montagnes calcaires, les Dolomites ne possèdent pratiquement pas de grottes et le phénomène karstique y est quasiment inexistant.
Ce relief en plateau présent sur la plupart des chaînons et ses paysages lunaires auraient inspiré Dino Buzzati dans son roman Le Désert des Tartares et sont le sujet d'une série de dessins et de toiles du peintre Zoran Mušič autour de 1975.

## Climat
Le climat des Dolomites en général est essentiellement continental. En été, il pleut beaucoup, les alpages sont donc très verts ; le pic des précipitations est atteint en juillet, avec 130 à 135 mm dans le groupe du Sella par exemple. En automne, les chutes de neige précoces assurent généralement un bon manteau blanc pour l'hiver. Les températures sont sensiblement inférieures à celles enregistrées dans les Alpes occidentales, et même à celles du reste des Alpes orientales. Janvier et décembre sont les mois les plus froids, alors que juillet et août sont les plus doux. Cependant, l'arrivée soudaine d'une masse d'air froid peut apporter des chutes de neige en plein été.

## Environnement

### Flore

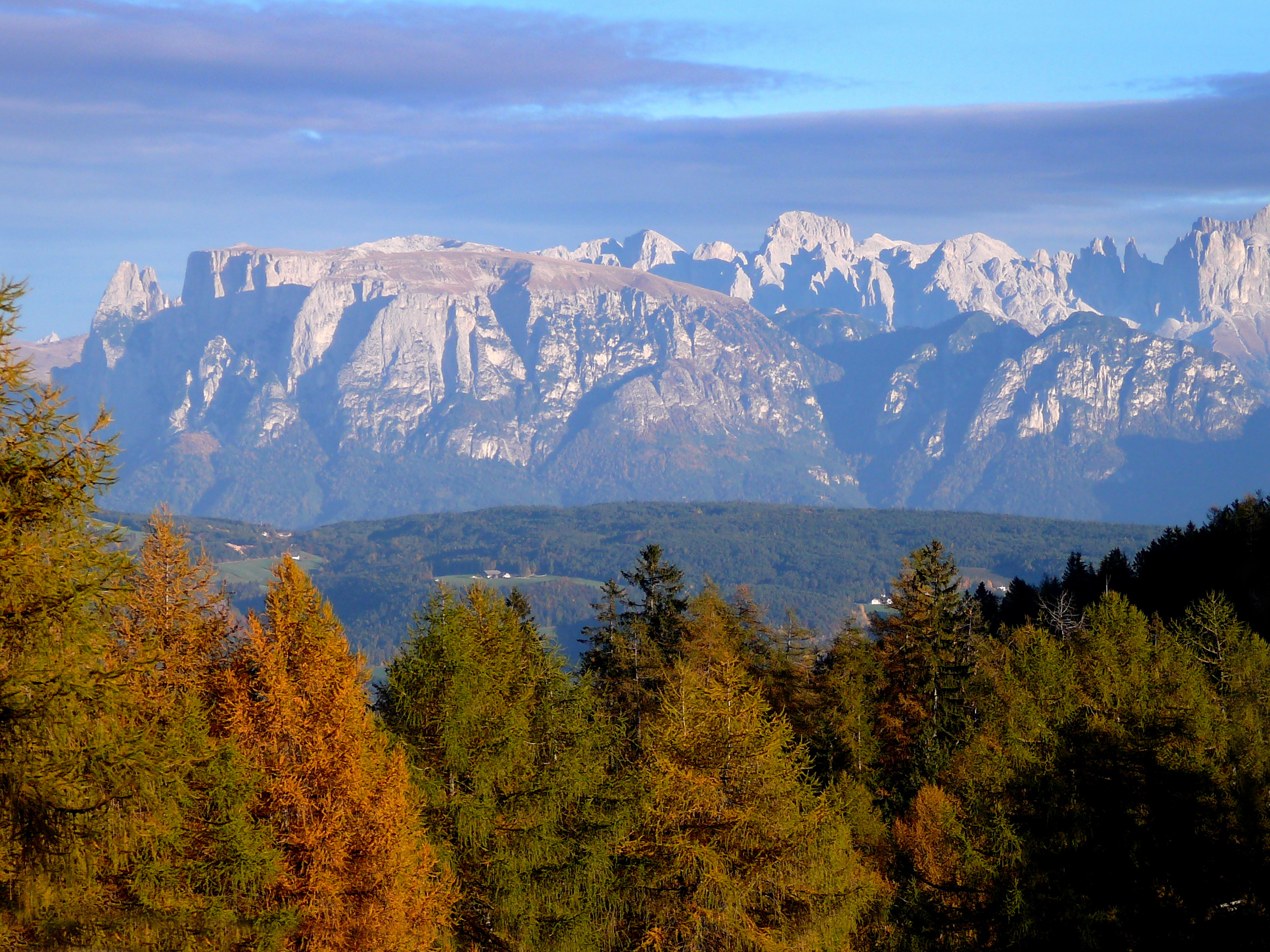
Forêt de mélèzes.

La flore des Dolomites compte environ 2 500 espèces, dont une centaine est endémique des Alpes et une quinzaine est endémique des Dolomites. Jusqu'à 1 800 m en versant nord (ubac) et 2 200 m en versant ensoleillé (adret), la végétation est formée par des forêts, principalement de conifères : épicéa commun, sapin blanc et pin sylvestre ; plus haut, on trouve principalement des pin cembro et pin des montagnes. Le pin de montagne ou pinus mugo, résistant à toutes les tempêtes, retient la neige et protège ainsi des avalanches. Un autre nom du pin de montagne est barancio (dont plusieurs sommets tirent leur nom, comme la Rocca dei Baranci et la Croda dei Baranci). Le genévrier, les myrtilles, les bruyères et les rhododendrons sont répandus et constituent de vastes tapis naturels. Au-dessous de 1 200 m, on trouve quelques forêts de feuillus composées de hêtres, chênes, bouleaux, noisettiers, châtaigniers, frênes et érables. Dans les zones humides, au fond de la vallée, poussent le saule et l'aulne.
À partir des bois d'épicéa de certaines zones (comme celles du val di Fiemme, de Paneveggio (la forêt des violons) ou du lac de Carezza), sont fabriquées des caisses de résonance des instruments de musique,.

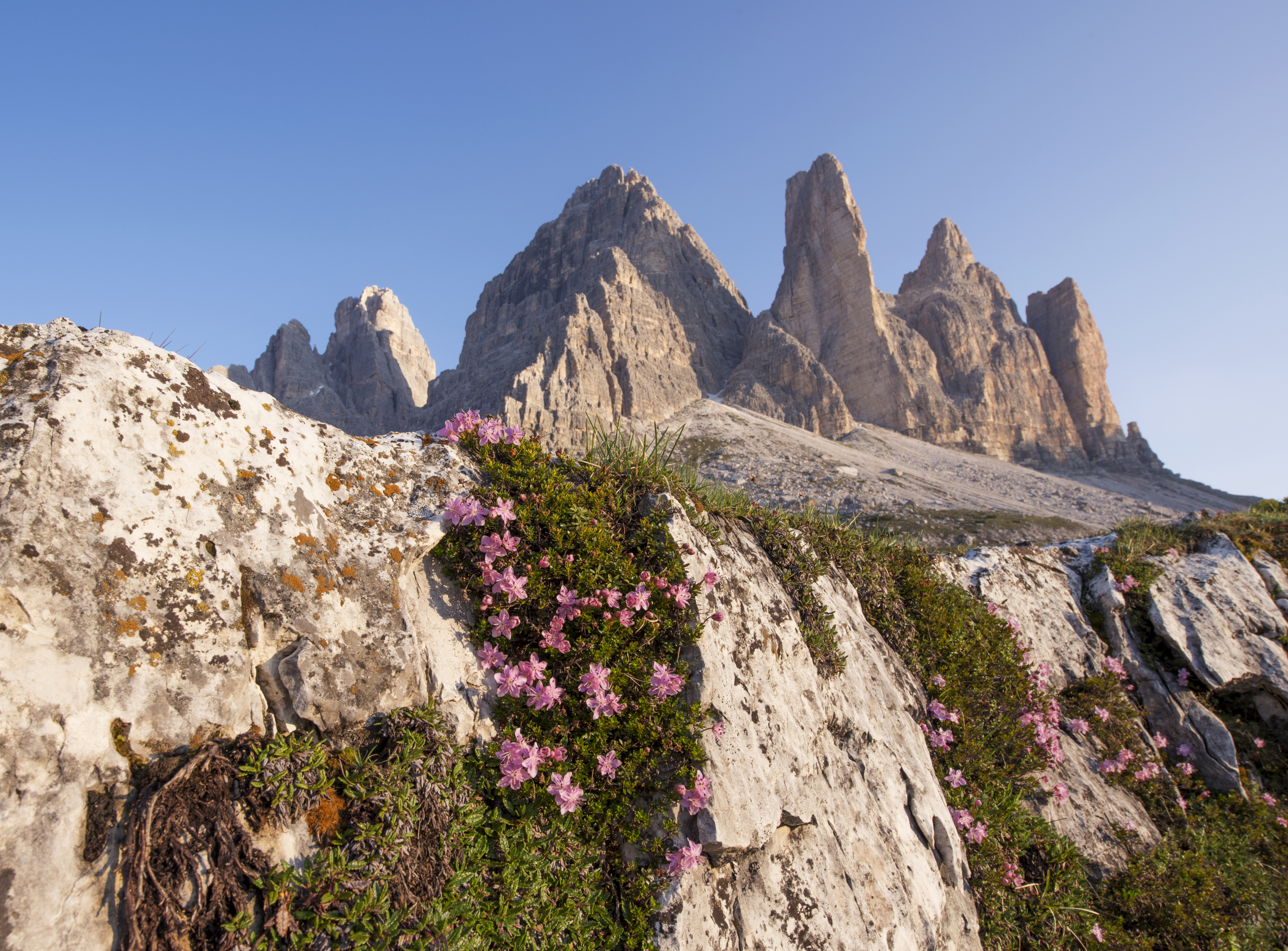
Rhodothamnus chamaecistus.

Les zones humides sont également importantes en tant qu'habitats : tourbières, sites alluviaux de cours d'eau glaciaires, sources, plans d'eau, prairies humides. Parmi les lacs, le lac de Tovel dans le Trentin est particulier car, en raison de la présence d'un micro-organisme, il prenait auparavant une couleur rougeâtre. Les lacs des Dolomites, comme en général ceux des Alpes, sont cependant oligotrophes.
Les alpages sont nombreux. Sur son flanc occidental, le massif compte notamment le plus grand pâturage d'altitude d'Europe : l'Alpe de Siusi.
De nombreuses fleurs composent la flore alpine des Dolomite : la campanule, le crocus, l'ancolie des Dolomites, l'orchidée des Alpes, l'edelweiss, l'œillet des Alpes, l'achillée des Alpes, certains types de gentiane comme la gentiane de Brenta, désignée comme espèce en 2008, les saxifrages, le lis martagon, la clématite des Alpes, la benoîte rampante, des daphnés, des myosotis, des viola, des cyclamen, des nigritella, de l'arnica, des narcissus, des carduus, des dryade à huit pétales, la callune, l'ancolie, la pivoine, la dent de chien, la primevère, des liondents et l'androsace des Alpes. Nombre d'entre elles sont protégées. Beaucoup d'alpages sont connus pour leur magnificence et leur prospérité au printemps.

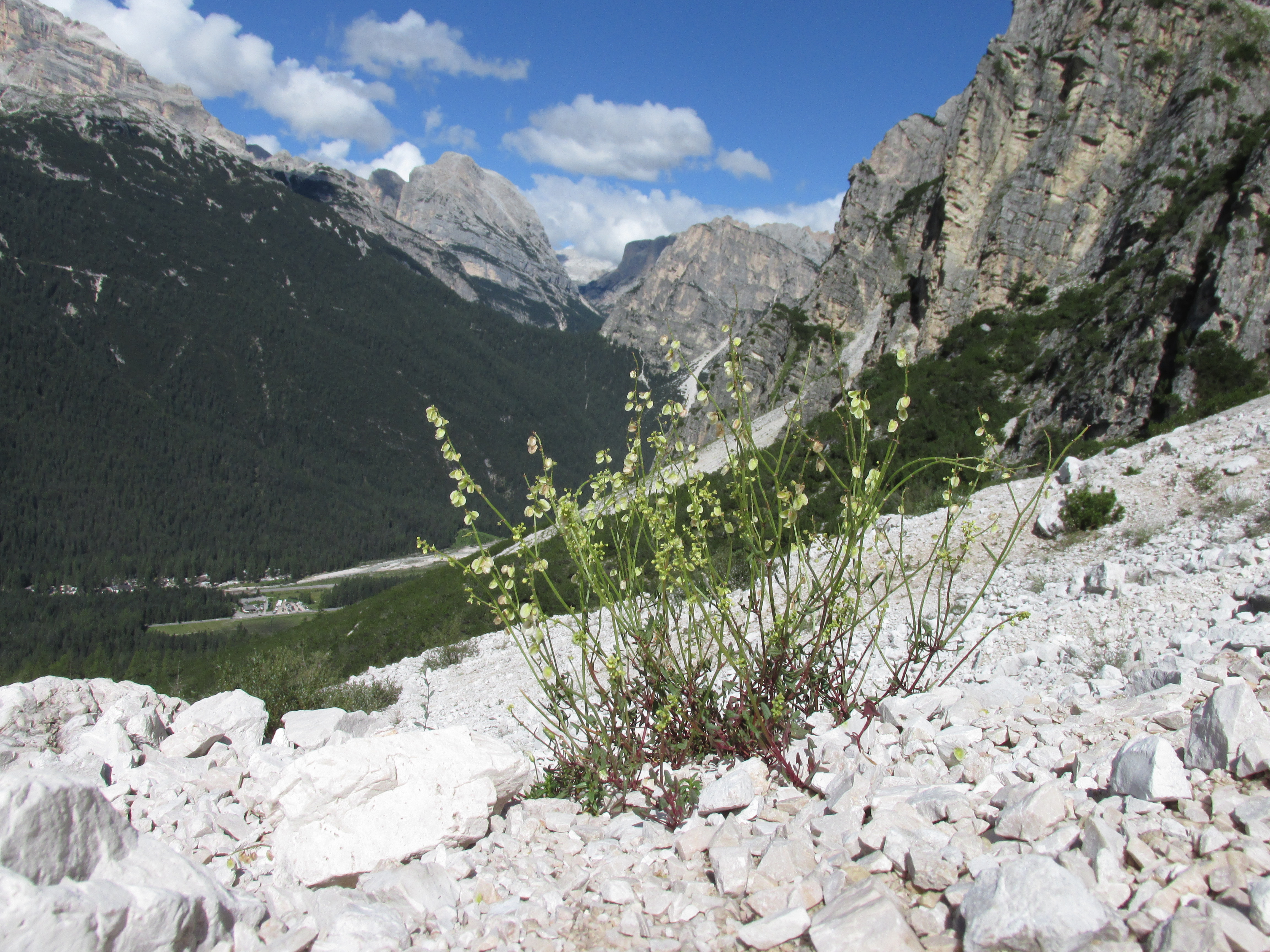
Oseille ronde.
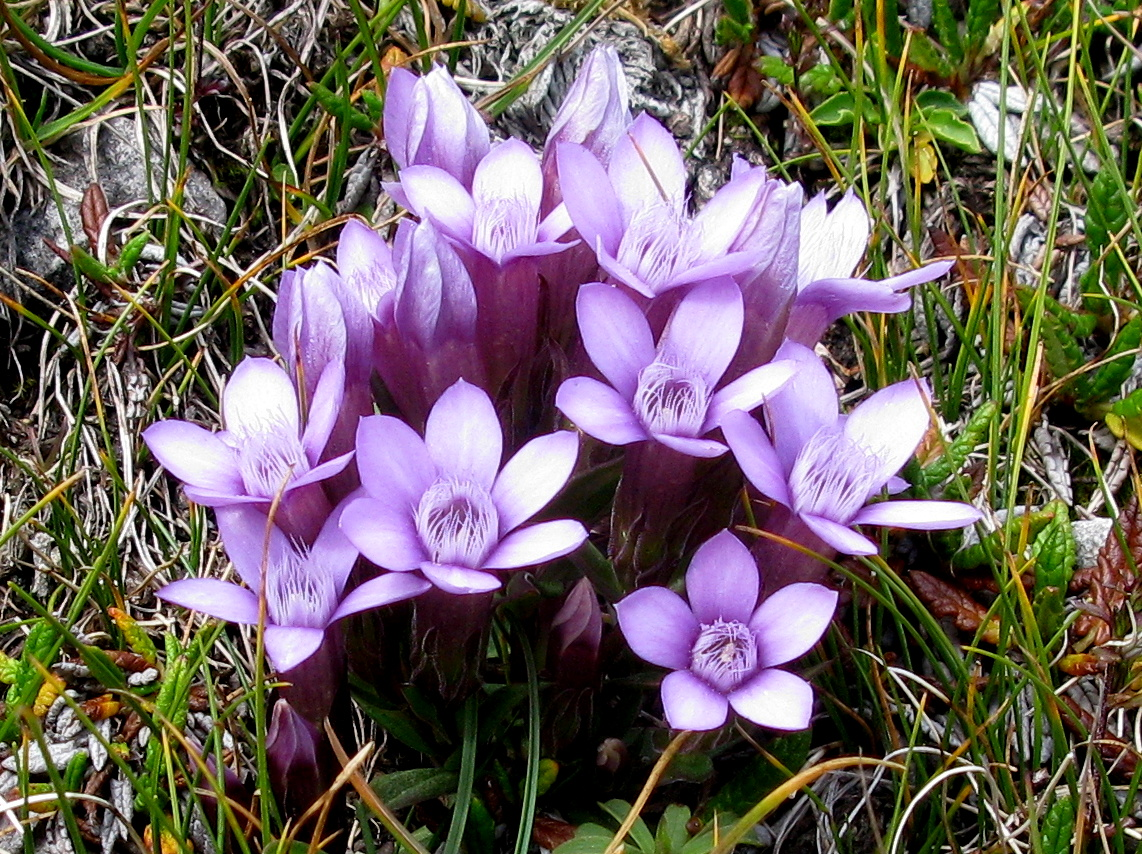
Gentiane d'Allemagne.
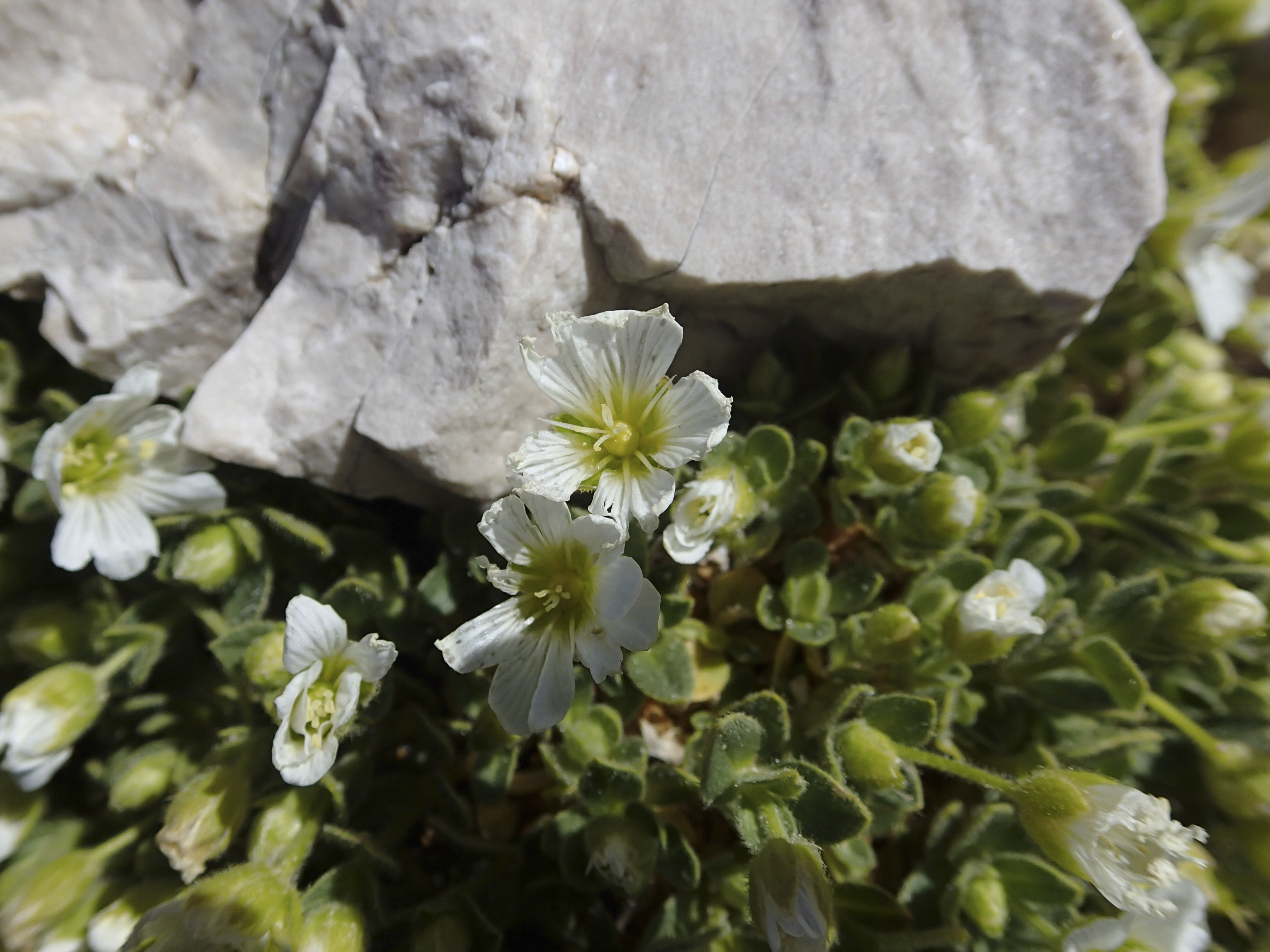
Céraiste.
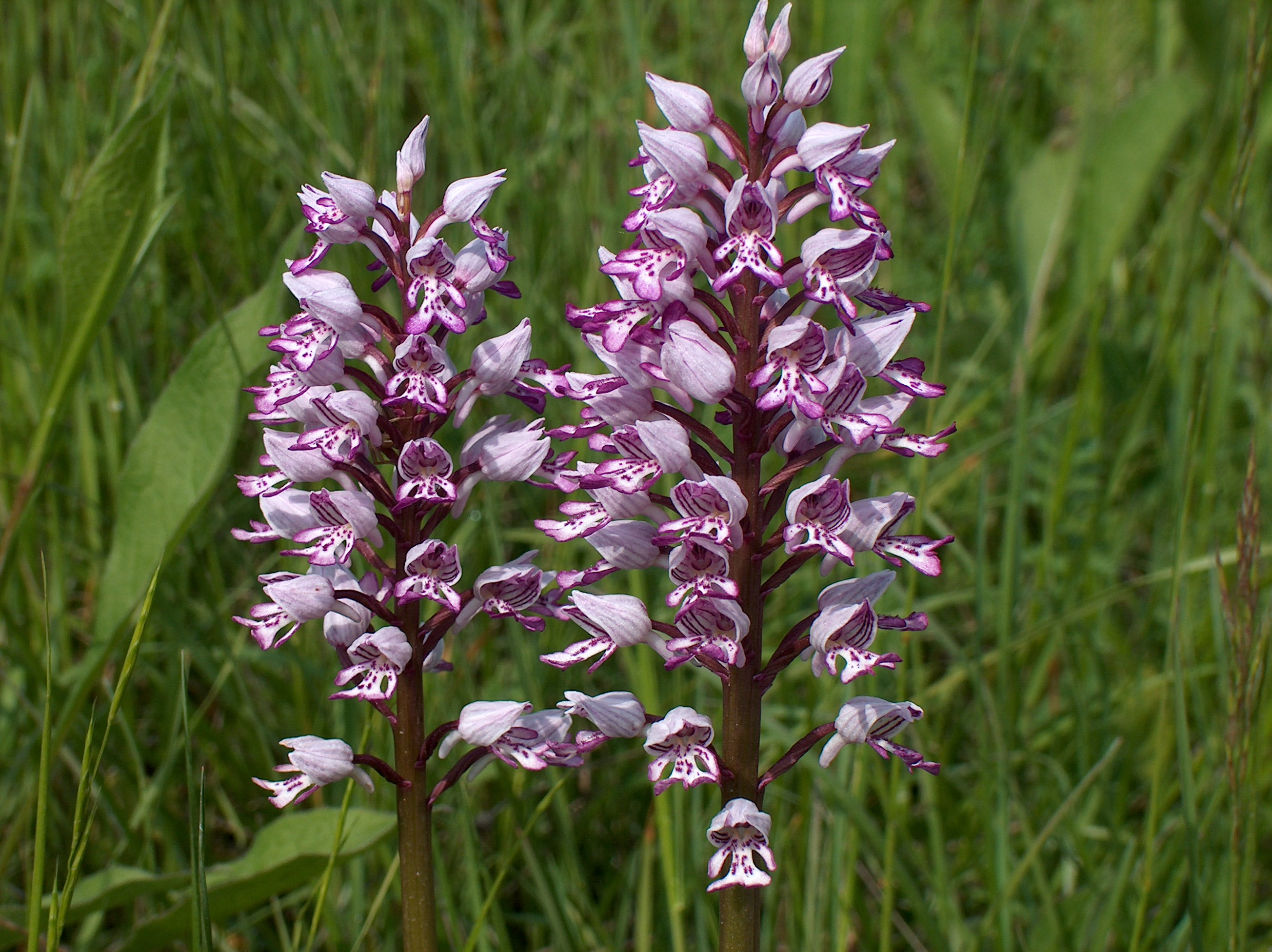
Orchis guerrier.

### Faune

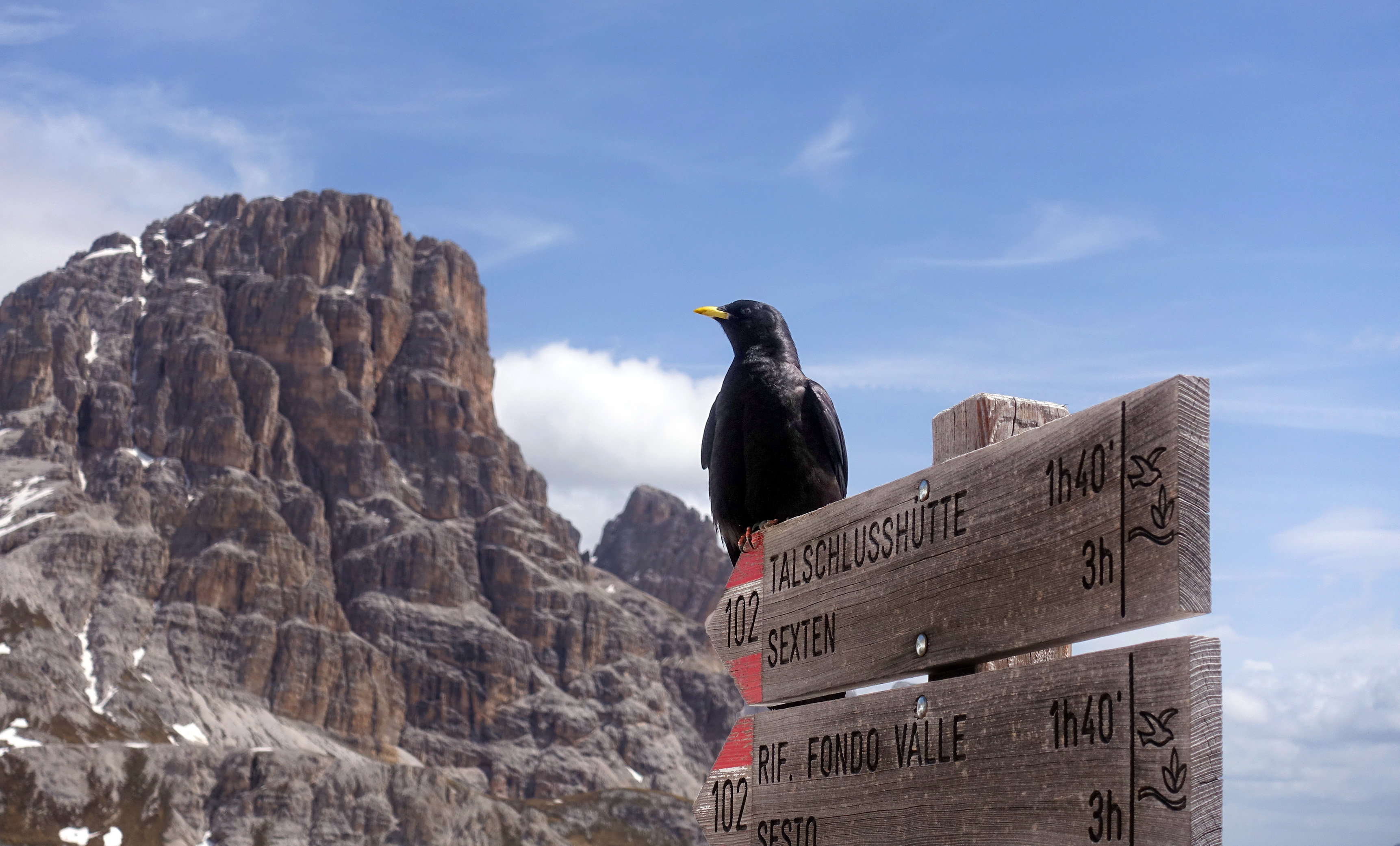
Chocard à bec jaune.

Dans les Dolomites, vivent de nombreuses espèces de mammifères et de rongeurs : le chevreuil, le cerf, le chamois, le bouquetin, le sanglier, la marmotte, la martre, l'écureuil, le blaireau, la belette, la fouine, le putois, la taupe, le renard, le lièvre, le loir et le hérisson. Dans certaines régions vivent l'ours brun, le lynx et le loup. Ces dernières années, la présence du chacal doré des Balkans a été constatée,.
Parmi les oiseaux, les principaux sont l'aigle royal, le faucon pèlerin, le faucon, la buse, le faucon crécerelle, le vautour, le corbeau, le tétras lyre, le chevêche d'Athéna, la chouette effraie, les upupidae, la perdrix blanche, le merle noir, le chocard à bec jaune, le geai des chênes, la chouette hulotte, la perdrix bartavelle et le rouge-gorge familier.
Parmi les amphibiens vivent la grenouille rousse, le crapaud, le lézard, le lézard vert occidental, le triton alpestre, la salamandre et le crapaud ululone. Parmi les reptiles venimeux se trouve la vipère péliade. Il y a aussi la couleuvre à collier, la couleuvre verte et jaune, la coronelle lisse et la couleuvre d'Esculape.
Les poissons indigènes sont représentés au fond de la vallée par la truite marbrée, le chabot commun et l'ombre commun.
Bien que rare, les écrevisse à pattes blanches sont présentes dans les fonds de vallée à des altitudes basses

### Aires protégées
De nombreux parcs nationaux protègent cette nature particulière et divers comités ad hoc se sont engagés à proposer les Dolomites comme site du patrimoine mondial de l'UNESCO, tentative réussie le 26 juin 2009, quand à Séville, vingt-et-un membres du Comité du patrimoine mondial ont décidé à l'unanimité d'inclure une partie des Dolomites dans la liste des patrimoines naturels. Neuf sites ont été inscrits sur la liste sous le nom « Les Dolomites », pour un total de 141 903 ha. Cependant, certains sites sont en dehors des limites territoriales des Dolomites. Il protège « une série de paysages de montagne hautement distinctifs et de beauté naturelle exceptionnelle ».
Au sud du massif, dans la région de Belluno, au nord de la vallée du Piave, se trouve depuis 1988 le parc national des Dolomites Bellunesi, sur une superficie de 31 512 ha.
De plus, de nombreux parcs naturels ont été créés, comme ceux des Tre Cime, Puez-Odle, de Fanes - Sennes et Braies, de Sciliar-Catinaccio, ou encore de Paneveggio - Pale di San Martino.

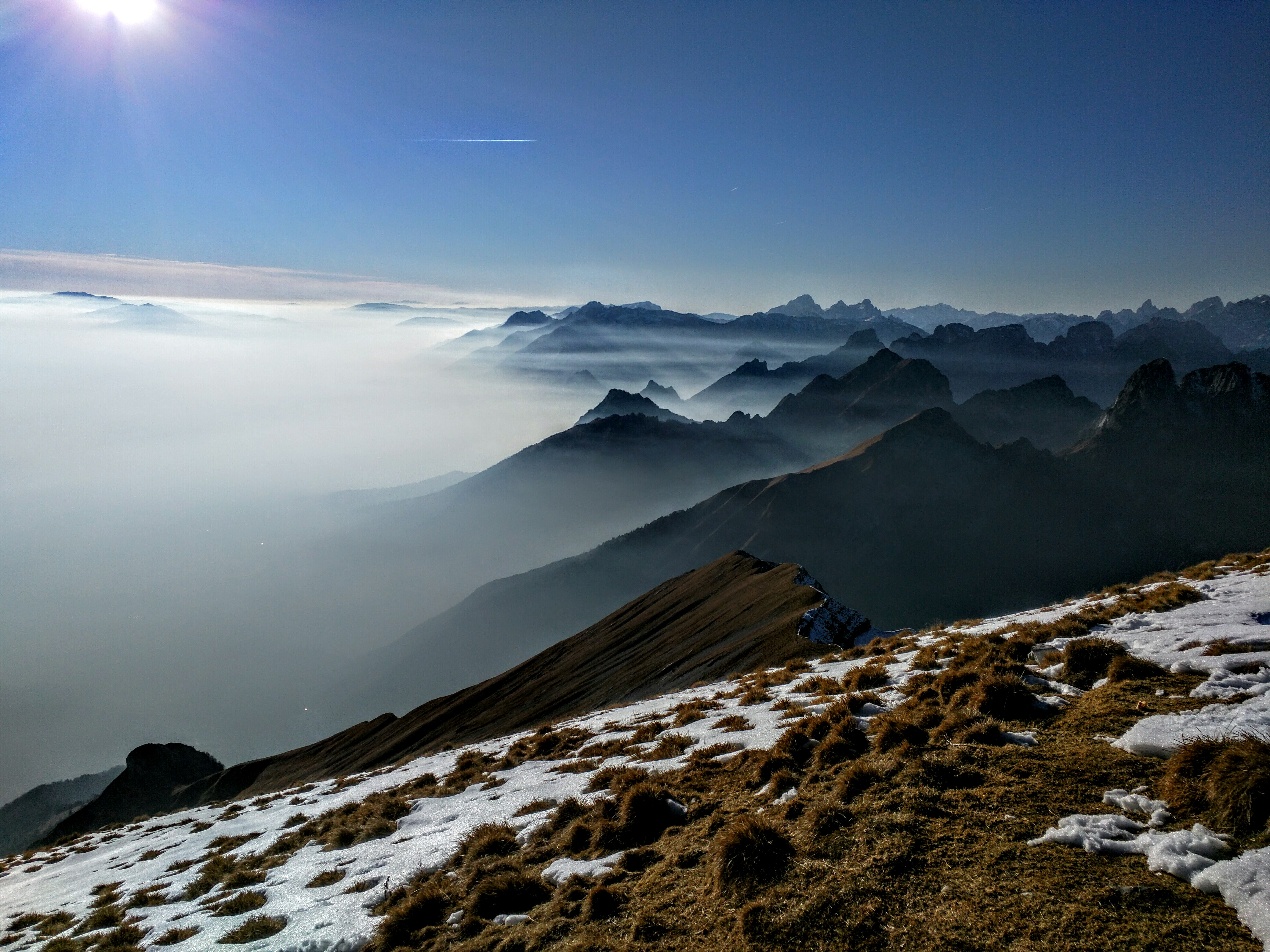
Le parc national des Dolomites Bellunesi.
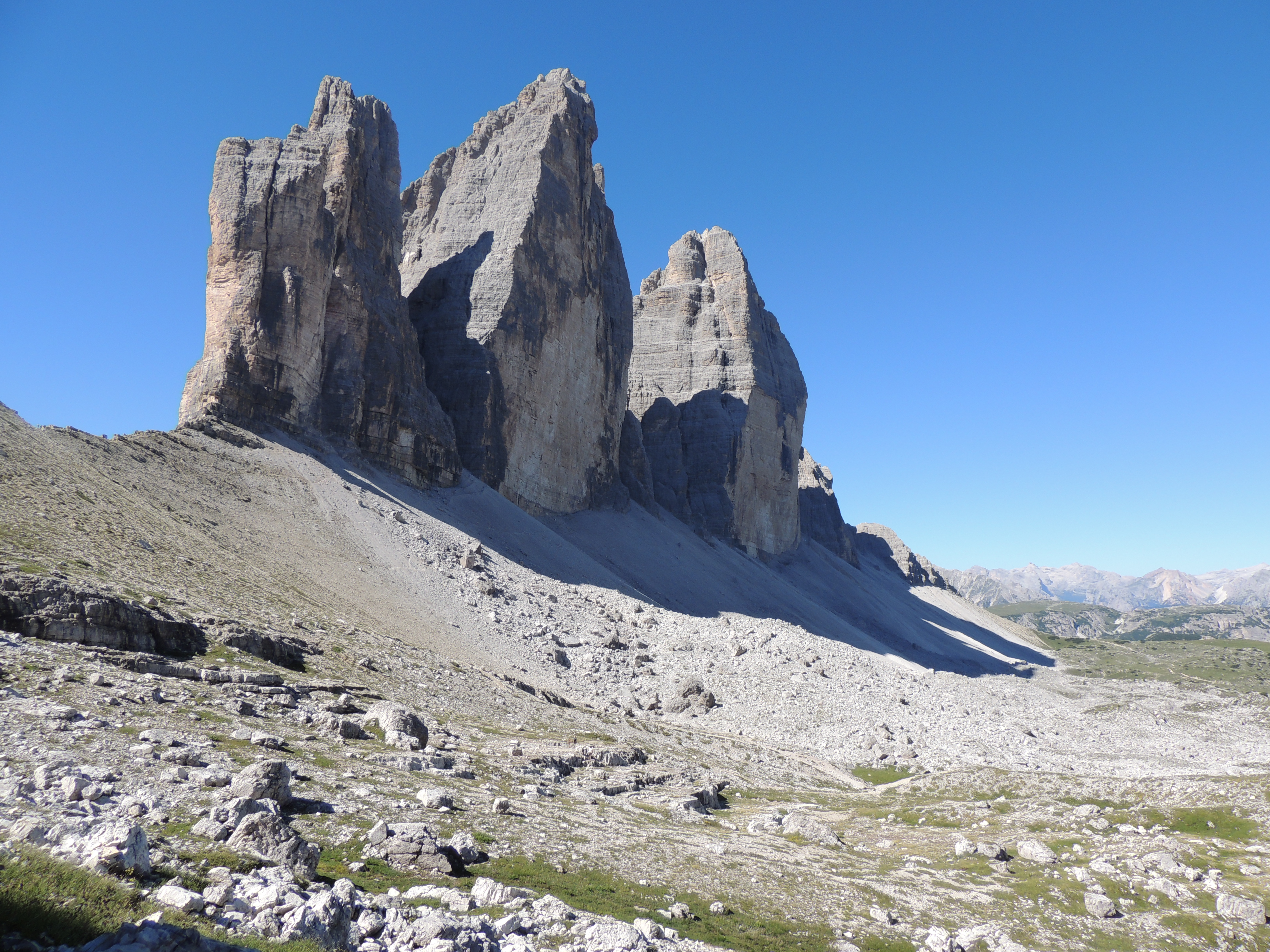
Le parc naturel des Tre Cime.
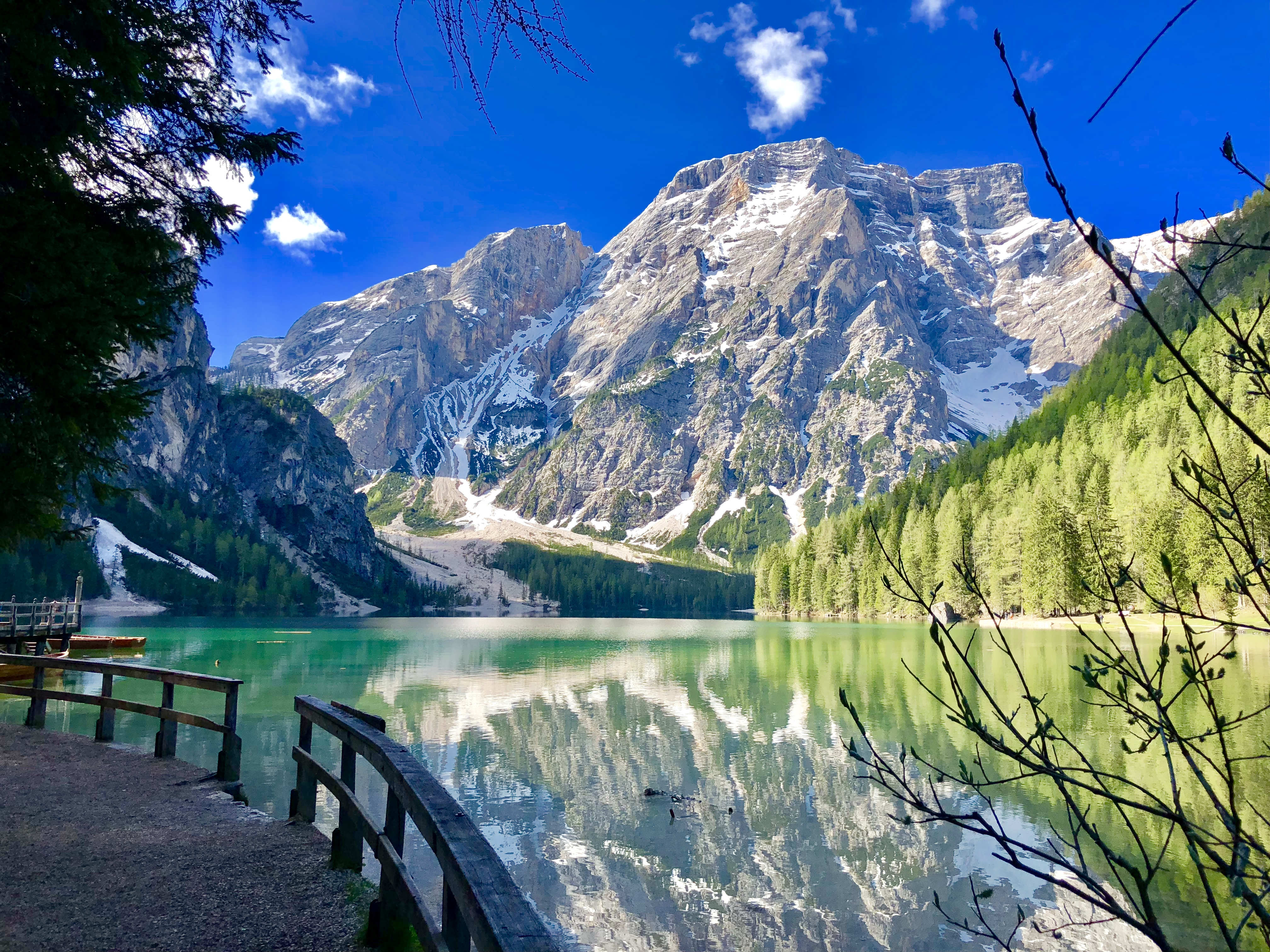
Le lac de Braies dans le parc naturel Fanes-Sennes-Braies.
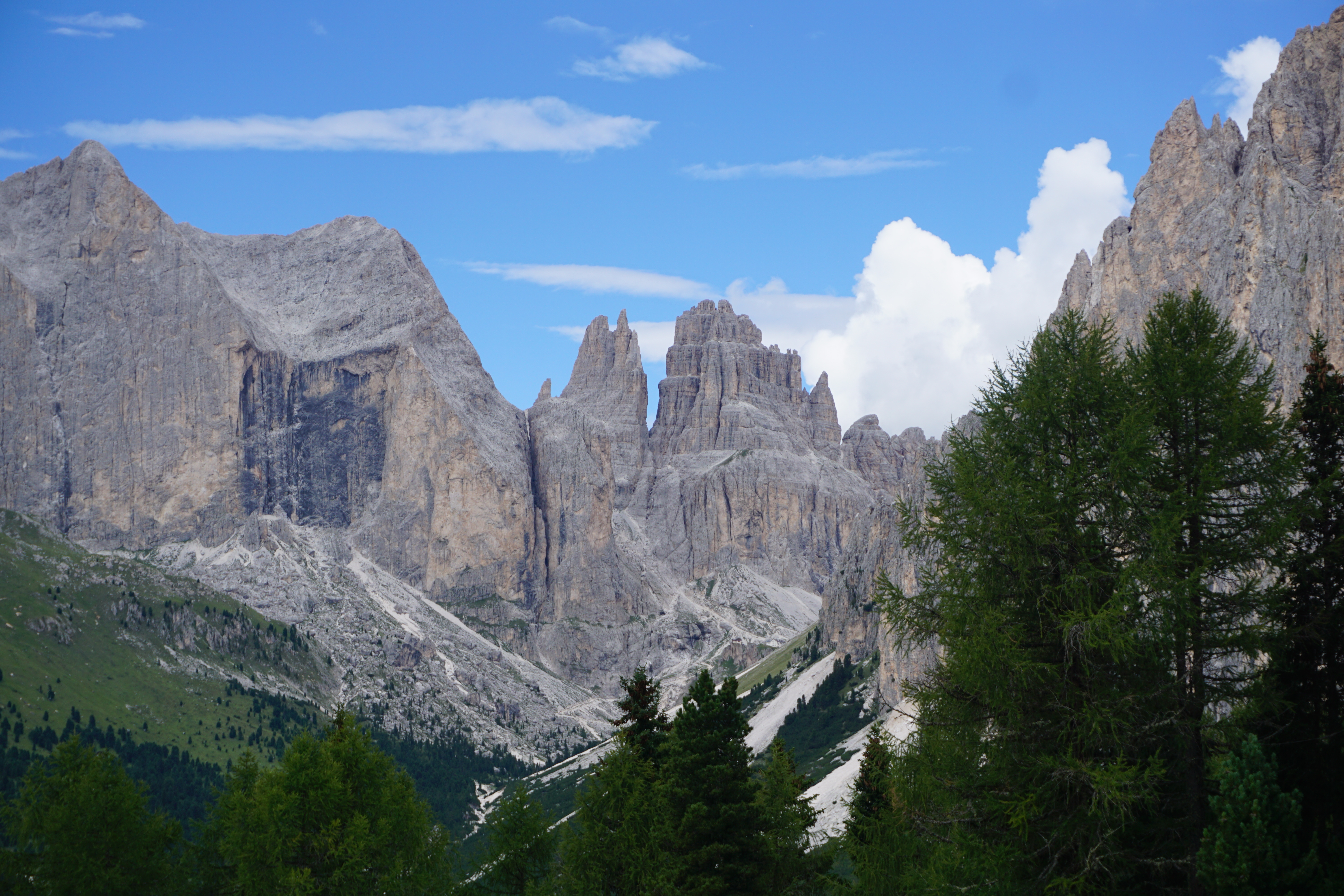
Le parc naturel Sciliar-Catinaccio.
Des pins cembro et des Rhododendrons ferrugineux dans le parc naturel Puez-Odle.

## Histoire
Les migrations des populations ont abouti à faire du massif des Dolomites le domaine linguistique ladin, bien que partiellement germanisé, avec l'apparition du Tyrol et l'intégration du Trentin dans le Saint-Empire romain germanique dès le Moyen Âge, par les colons bavarii, et malgré la remontée actuelle de l'italien depuis le sud alors que le ladin lutte depuis longtemps pour sa survie. Les Ladins habitent avant tout quatre vallées partant du col Sella : le val Gardena, le val di Fassa, le val Cordevole et le val Badia.
La frontière entre l'Allemagne ou plus exactement l'Autriche et l'Italie passait pendant tout le Moyen Âge jusqu'à l'époque napoléonienne, ainsi que durant la période de 1866 à 1918, par les Dolomites. Elle suivait approximativement la limite actuelle entre la province autonome de Bolzano d'une part et le Trentin et la Vénétie d'autre part, exception faite de Cortina et de la haute vallée du Cordevole, qui étaient autrichiennes.
Pendant des millénaires, des chasseurs et des collecteurs avancèrent dans les régions les plus rocailleuses et ont probablement également escaladés certains sommets. Le prêtre jésuite Franz von Wulfen escalada le Lungkofel et le Dürrenstein dans les années 1790. En 1857, l'alpiniste irlandais John Ball devint la première personne connue à escalader le Monte Pelmo. Paul Grohmann escalada plus tard divers sommets tels que l'Antelao, la Marmolada, les Tofane, le Monte Cristallo et le Piz Boè. Autour de 1860, l'alpiniste agordin Simone de Silvestro fut la première personne à atteindre la Civetta. Michael Innerkofler fut l'un des escaladeurs du Tre Cime di Lavaredo.

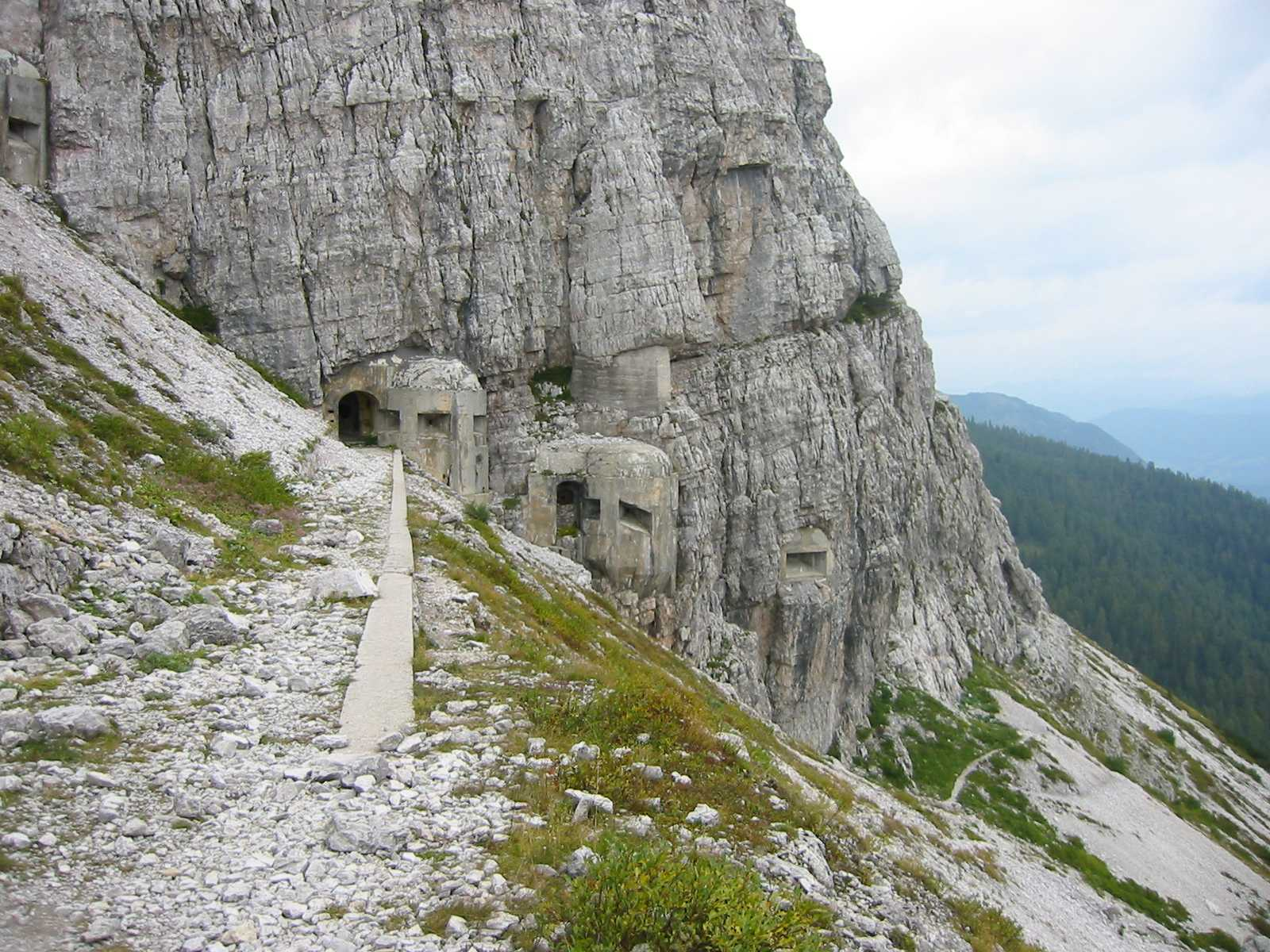
Des ouvrages militaires du front des Dolomites.

En 1915, lorsque l'Italie entre en guerre aux côtés des Alliés, le front s'installe le long de la frontière, dans les montagnes. Les Italiens, malgré leurs offensives, réussissent seulement à occuper Cortina et la haute vallée de la Cordevole. À beaucoup d'endroits, des traces de la guerre (tunnels dans la roche, fortifications, éclats d'obus rouillés) sont encore visibles, en particulier celles des bombardements du Col di Lana. Bon nombre de chemins de randonnées actuels étaient alors des voies d'approvisionnement.

## Économie locale
La manne principale du massif est le tourisme, tant en été qu'en hiver.
L'élevage dans les alpages pratiqué par la population de manière traditionnelle a également un attrait touristique et est pratiqué principalement de nos jours pour la production alimentaire artisanale, si bien que sa fonction originelle a perdu son importance.
Dans certaines régions des Dolomites, l'artisanat typique (sculptures sur bois) a une grande tradition et prend un rôle économique important.

### Tourisme
Les Dolomites, en particulier dans leur partie nord et ouest, sont intensivement exploitées à des fins touristiques. Certains sites touristiques historiques ainsi que les montagnes les plus célèbres ont pris des appellations ou des surnoms entre le XIXe et XXe siècles qui sont encore répandus aujourd'hui :
| Site              | Appellation           |
| ----------------- | --------------------- |
| Marmolada         | Reine des Dolomites   |
| Antelao           | Roi des Dolomites     |
| Agner             | Géant des Dolomites   |
| Cimon della Pala  | Cervin des Dolomites  |
| Cortina d'Ampezzo | Dame des Dolomites    |
| Agordo            | Au cœur des Dolomites |
| Moena             | Fée des Dolomites     |
| Feltre            | Venise des Dolomites  |
| Belluno           | Porte des Dolomites   |

#### Activités

##### Ski
Les vallées fondent leur économie sur la pratique hivernale du ski alpin qui est devenu populaire avec les Jeux olympiques d'hiver de Cortina en 1956. Le consortium Dolomiti Superski regroupe presque tous les domaines skiables de la région sous un seul forfait. La pratique du ski de fond est plus marginale (il existe cependant divers points d'excellence disséminés dans les différentes vallées), ainsi que celle du ski de randonnée, néanmoins en constante croissance depuis les dernières décennies. De nombreuses compétitions de ski de randonnée existent (souvent nocturnes), comme le Dolomiti Sotto le Stelle et le Sellaronda Skimarathon.

###### Stations de sports d'hiver

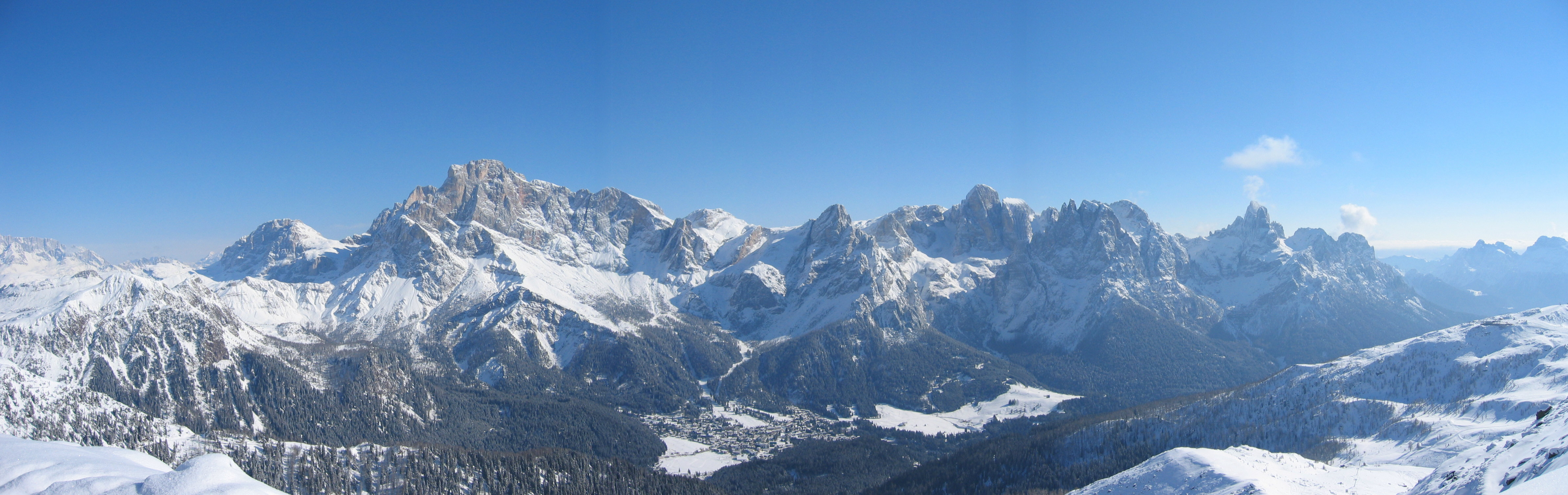
San Martino di Castrozza et le groupe des Pale di San Martino.

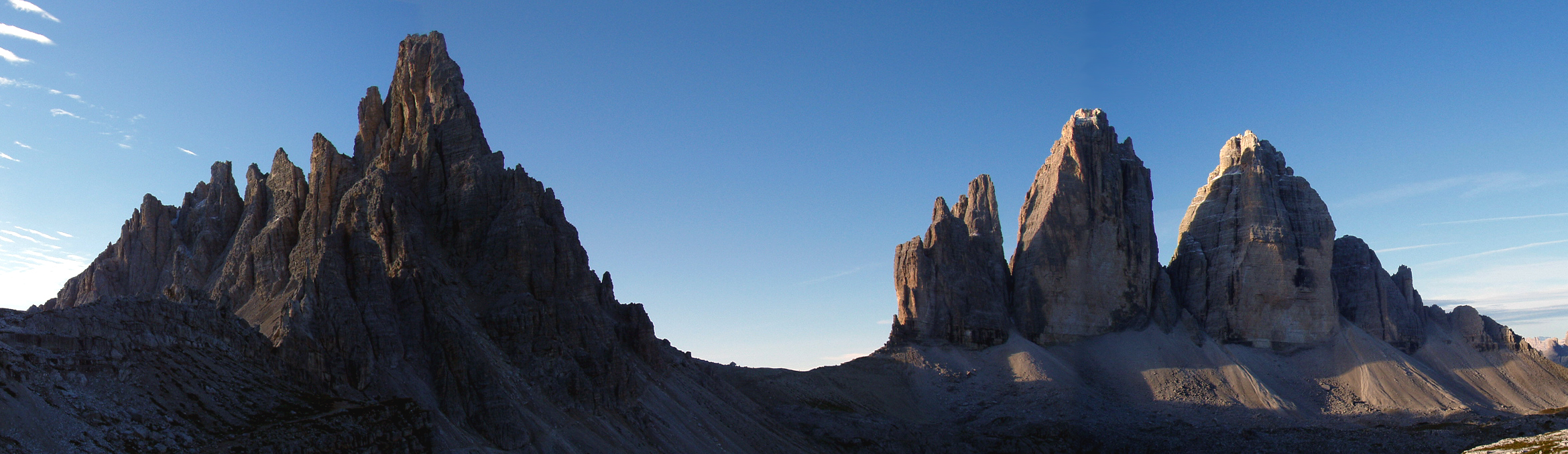
Le Monte Paterno et les Tre Cime di Lavaredo.

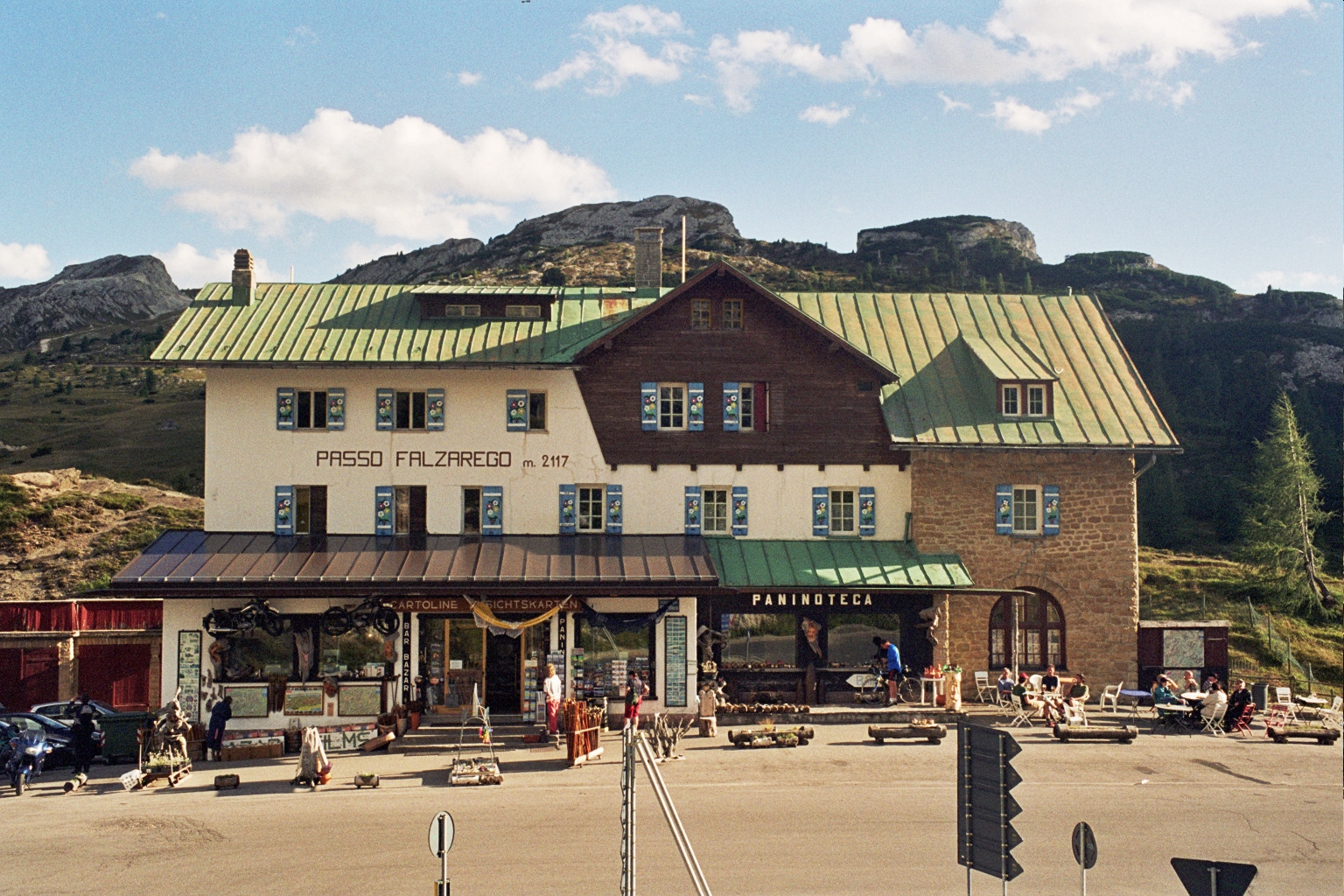
Le refuge Falzarego.

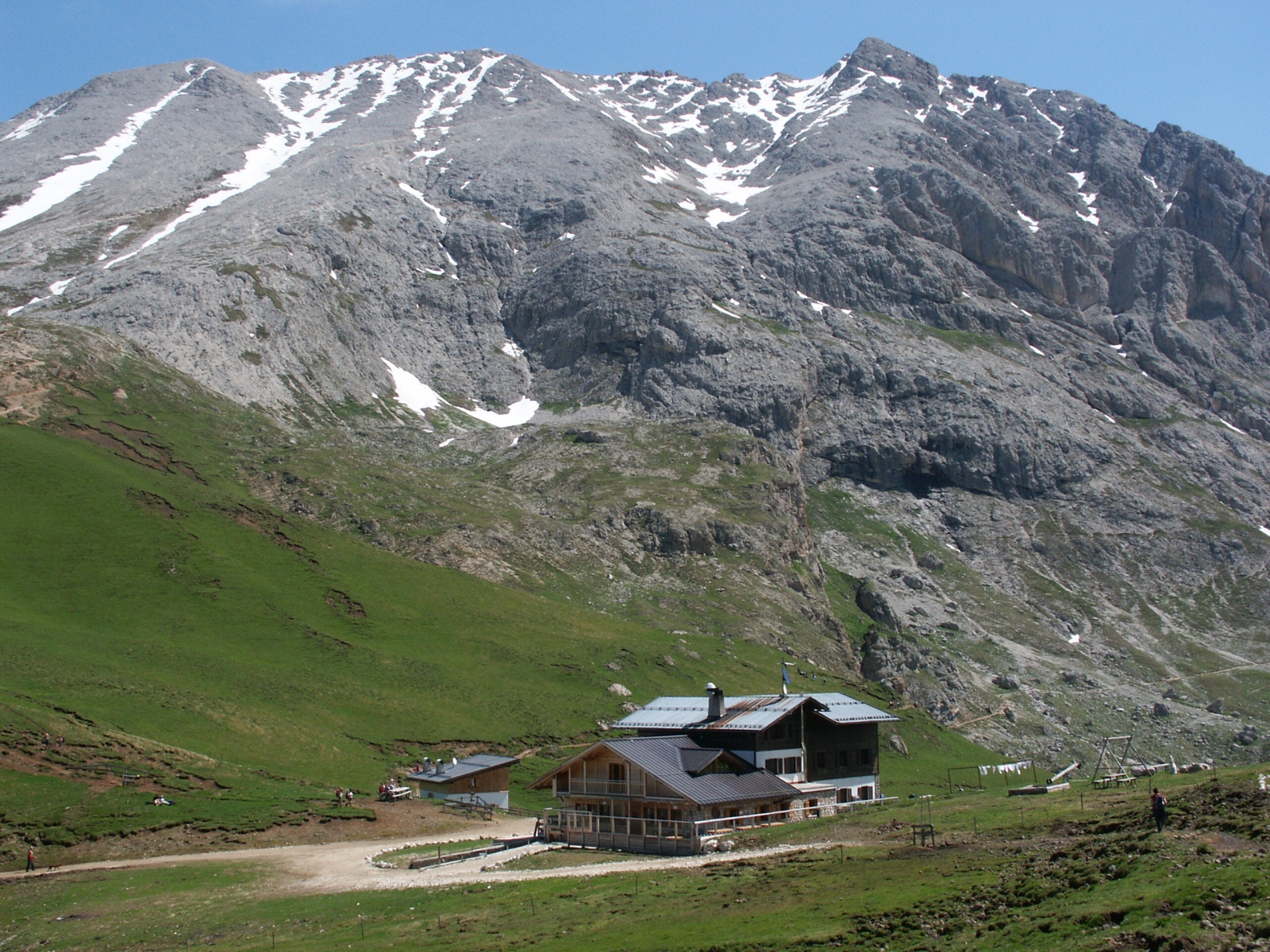
Le refuge du Plattkofel.

Certaines des stations de vacances les plus populaires dans les vallées des Dolomites sont : Cortina d'Ampezzo dans la vallée d'Ampezzo, Auronzo di Cadore et Misurina dans la vallée d'Ansiei, Rocca Pietore dans la vallée de la Pettorina, Agordo, Voltago Agordino et Alleghe dans le val Cordevole, Selva, Santa Cristina et Ortisei dans le val Gardena, Brunico, Dobbiaco, Valdaora et Sesto dans le val Pusteria, Castelrotto au pied de l'Alpe di Siusi, Canazei, Pozza di Fassa, Vigo di Fassa, Campitello di Fassa et Moena dans le val di Fassa, Predazzo dans le val di Fiemme, Falcade dans la vallée du Biois, San Martino di Castrozza dans la vallée de Primiero, Arabba dans la vallée de Livinallongo, Corvara, La Villa, San Cassiano, Badia et Marebbe dans le val Badia, Nova Levente dans le val d'Ega et Bressanone dans la vallée de l'Isarco.

##### Via ferrata
Les Dolomites ont une longue tradition de randonnée pédestre et d'alpinisme qui, au cours des années 1900, a fourni des itinéraires de montée balisés sous forme de vie ferrate pour faciliter l'accès à de nombreuses montagnes. Les vie ferrate sont largement répandues.

##### Alpinisme
Terrain de jeu des plus grands grimpeurs de l'histoire de l'alpinisme (Ricardo Cassin, Cesare Maestri, Bruno Detassis, Walter Bonatti, Georges Livanos, etc), les Dolomites offrent des voies d'ampleur et les plus belles via ferrata dont l'origine remonte au début du XXe siècle. La roche se prête particulièrement bien à la pratique de ces disciplines.
Un téléphérique mène du col Pordoi au sommet du Sass Pordoi, départ de nombreuses randonnées à ski au travers du massif du Sella. Un autre parcours, parmi les plus célèbres, est celui qui part du val Mesdi et permet d'atteindre après une heure de marche le plateau du Sella. L'itinéraire est étroit et très raide. Ces randonnées sont réservées à de très bons skieurs.
Il est aussi possible de faire le tour du massif du Sella (Sellaronda) par les quatre vallées : Fassa, Livinallongo, Badia et Gardena.
Les refuges de montagne, très nombreux dans le massif des Dolomites, accueillent visiteurs, randonneurs et alpinistes souvent dans des bâtisses construites en dur qui offrent le confort équivalent, pour la plupart, à celui d'un hôtel en vallée.

##### Randonnée pédestre
Les Dolomites sont traversées par de nombreux chemins de randonnée. Le groupe du Schiara, notamment, se prête très bien à cette pratique. Les Hautes Routes des Dolomites sont des sentiers balisés qui permettent de faire de longues traversées par étapes, en marchant toujours en altitude sans jamais rejoindre les fonds de vallée. Les deux itinéraires les plus célèbres sont l'Alta via n°1 du lac de Braies à Belluno et l'Alta Via numéro 2 de Bressanone à Feltre.

##### Escalade
L'escalade se pratique dans toute la région.

#### Grande Guerre
Un autre type de tourisme est représenté par les lieux liés aux combats du front italien de la Première Guerre mondiale.

### Musées

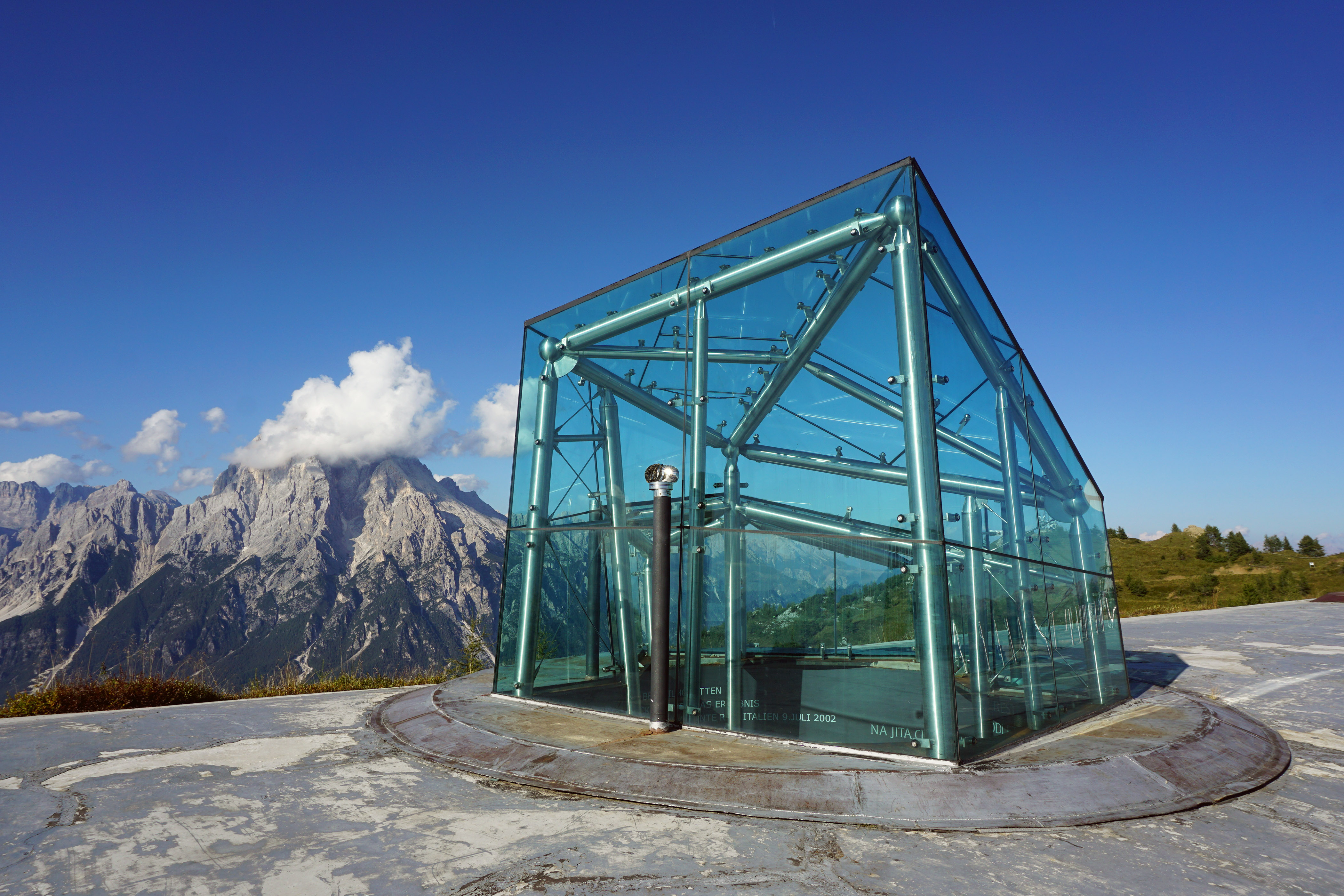
Le Messner Mountain Museum au Monte Rite.

Au Monte Rite, dans la municipalité de Cibiana di Cadore, se trouve le Messner Mountain Museum consacré à l'histoire de l'exploration et de l'alpinisme dans les Dolomites. Le musée illustre le processus de conquête des sommets des Dolomites, les nouveaux itinéraires et les premières ascensions. De plus, le plateau au sommet offre un panorama à 360° sur les montagnes environnantes.

## Cinéma
Dans les Dolomites ont été tournées des scènes de divers films, dont La panthère rose de Blake Edwards (1963), Le Bal des vampires de Roman Polanski (1967), The Last Emperor de Bernardo Bertolucci (1987), Rien que pour vos yeux avec Roger Moore (1981), Cliffhanger avec Sylvester Stallone (1993) et Braquage à l'italienne de F.Gary Gray (2003), et la série télévisée Un passo dal cielo avec Terence Hill  (2010).
Une partie du film Jurassic World Dominion se déroule dans les Dolomites où l'entreprise fictive Biosyn a construit un sanctuaire pour les dinosaures.